# Nekrolog 1897
Nekrolog
◄◄
| ◄
| 1893
| 1894
| 1895
| 1896
| 1897 | 1898 | 1899 | 1900 | 1901 | ► | ►►
Weitere Ereignisse | Allgemeiner Nekrolog 1897
Die Beschreibung der verstorbenen Person sollte so kurz wie möglich gehalten sein und nur deren signifikante Tätigkeit(en) enthalten.
Neue Namen ggf. auch unter dem Geburts- und Sterbedatum, also etwa unter 1. Januar und im Geburts- und Sterbejahr (2024) eintragen (nur bei entsprechender großer Wichtigkeit). Für Beispiele siehe die schon vorhandenen Artikel.
Außerdem über die fünf zuletzt Verstorbenen, zu denen es einen ausreichend guten Artikel für eine Präsentation auf der Hauptseite gibt, nach der todesbedingten Überarbeitung der Artikel ggf. auch unter Wikipedia Diskussion:Hauptseite informieren und sie am besten auch in den anderen Wikipedia-Sprachversionen eintragen. Tipp: Regelmäßig bei news.google.de nach „ist tot“, „gestorben“ oder „verstorben“ suchen.
Wenn eine Person gestorben ist, gibt es viele Seiten zu dieser Person in der Wikipedia, die davon auch betroffen sind und entsprechend aktualisiert werden müssen. Beispiele: Namenübersichtsseite, Geburtsjahr, Geburtsort-Seiten und viele mehr.
Wie finde ich die betroffenen Seiten?
Im Suchfeld auf der linken Seite gibt man den Suchbegriff so ein: „Vorname Nachname“. Dann klickt man auf Volltext und alle Seiten mit entsprechendem Suchtext werden aufgerufen. Hier sieht man dann schnell, wo auch das Todesjahr Sinn macht oder sogar ein Teil des Artikels angepasst werden muss. Auch hilft das „Werkzeug“ auf der linken Seite sehr gut, um solche Seiten aufzufinden: „Links auf diese Seite“. Somit ist die Wikipedia wieder aktuell in allen Bereichen! Hinweis: bei Eintragung der Kategorie „Gestorben JAHR“ wird der Missbrauchsfilter 49 ausgelöst, was jedoch nicht schlimm ist. Siehe: Spezial:Missbrauchsfilter/49
Dies ist eine Liste von im Jahr 1897 verstorbenen bekannten Persönlichkeiten. Die Einträge erfolgen innerhalb der einzelnen Daten alphabetisch sortiert. Tiere sind im Nekrolog für Tiere zu finden.

## Januar
| Tag        | Name                               | Beruf, bekannt als                                                                                            | Alter | Beleg |
| ---------- | ---------------------------------- | --- | ----- | ----- |
| 1. Januar  | Augustus W. Cutler                 | US-amerikanischer Politiker                                                                                   | 69    |       |
| 1. Januar  | Heinrich Gätke                     | deutscher Ornithologe und Kunstmaler                                                                          | 82    |       |
| 1. Januar  | Heinrich von Oertzen               | deutscher Oberhauptmann, Kammerherr und Politiker, MdR                                                        | 76    |       |
| 1. Januar  | John Frederick Wiessner            | deutscher Brauer und Gründer der John F. Wiessner Brewing Company in Baltimore                                | 65    |       |
| 2. Januar  | Franz von Baur                     | deutscher Forstwissenschaftler                                                                                | 66    |       |
| 2. Januar  | Wilhelm Deecke                     | deutscher Lehrer und Sprachwissenschaftler (Etruskologe)                                                      | 65    |       |
| 2. Januar  | Wilhelm Hedick                     | deutscher Lehrer und Pionier in der Tonaufzeichnung                                                           | 58    |       |
| 3. Januar  | Louis de Mas Latrie                | französischer Historiker und Diplomatiker                                                                     | 81    |       |
| 3. Januar  | Heinrich XIII. Reuß zu Köstritz    | preußischer General und Mitglied des Preußischen Herrenhauses                                                 | 66    |       |
| 3. Januar  | Louis Vivien de Saint-Martin       | französischer Geograph                                                                                        | 94    |       |
| 3. Januar  | Guglielmo Sanfelice d’Acquavella   | italienischer Kardinal                                                                                        | 62    |       |
| 4. Januar  | Carl Hasch                         | österreichischer Maler                                                                                        | 60    |       |
| 4. Januar  | Adolf Lang                         | österreichischer Pädagoge                                                                                     | 73    |       |
| 4. Januar  | Christian Friedrich Rost           | deutscher Gutsbesitzer und Politiker                                                                          | 79    |       |
| 4. Januar  | Auguste Sievert                    | deutsche Malerin und Schriftstellerin                                                                         | 72    |       |
| 5. Januar  | Arnold Bergsträsser                | Landtagsabgeordneter des Großherzogtums Hessen                                                                | 55    |       |
| 5. Januar  | Heinrich von Blankenburg           | preußischer Offizier, Historiker und Publizist                                                                | 76    |       |
| 5. Januar  | Theodor Heinrich Gampe             | deutscher Schriftsteller, Dichter und Verleger                                                                | 51    |       |
| 5. Januar  | Johann Kalmsteiner                 | österreichischer Bildhauer                                                                                    | 51    |       |
| 5. Januar  | Carl August Koch                   | Schweizer Fotograf                                                                                            | 51    |       |
| 5. Januar  | Francis Amasa Walker               | US-amerikanischer Statistiker und Nationalökonom                                                              | 56    |       |
| 5. Januar  | George Whiting Flagg               | US-amerikanischer Maler                                                                                       | 80    |       |
| 6. Januar  | François-Marie Trégaro             | Bischof von Sées                                                                                              | 72    |       |
| 6. Januar  | Albert S. Willis                   | US-amerikanischer Politiker                                                                                   | 53    |       |
| 7. Januar  | Johann Josef Huber                 | Schweizer Lehrer und Politiker                                                                                | 79    |       |
| 7. Januar  | Wilhelm Ludwig Krafft              | deutscher evangelischer Theologe                                                                              | 75    |       |
| 7. Januar  | Johann August Streng               | deutscher Mineraloge, Chemiker und Geologe                                                                    | 66    |       |
| 9. Januar  | Daniel F. Davis                    | Gouverneur von Maine                                                                                          | 53    |       |
| 9. Januar  | Herman Sätherberg                  | schwedischer Dichter und Arzt                                                                                 | 84    |       |
| 10. Januar | Karl Heinrich Lottner              | deutscher Oberbürgermeister von Koblenz                                                                       | 71    |       |
| 10. Januar | Franz Karl Rennen                  | deutscher Eisenbahnbeamter und Landrat                                                                        | 78    |       |
| 11. Januar | Amalie Raiffeisen                  | deutsche Sozialreformerin                                                                                     | 50    |       |
| 12. Januar | John W. Crisfield                  | US-amerikanischer Politiker                                                                                   | 90    |       |
| 12. Januar | Franz Kraus                        | österreichischer Höhlenforscher                                                                               | 62    |       |
| 12. Januar | Pauline Maillot                    | niederländisch-französische Bildhauerin                                                                       | 84    |       |
| 12. Januar | Julius Sander                      | deutscher Rittergutsbesitzer und Parlamentarier                                                               | 58    |       |
| 13. Januar | Alexis Janin                       | US-amerikanischer Bergbauingenieur und Metallurg                                                              |       |       |
| 13. Januar | David Schwarz                      | Luftschiffkonstrukteur                                                                                        | 46    |       |
| 14. Januar | John Carroll                       | englischer römisch-katholischer Geistlicher und Bischof von Shrewsbury                                        | 58    |       |
| 14. Januar | Wilhelm Schaeffner                 | deutscher Jurist                                                                                              | 81    |       |
| 14. Januar | Ernst Stephann                     | deutscher Rittergutsbesitzer und Politiker, MdR                                                               | 49    |       |
| 14. Januar | Travers Twiss                      | britischer Jurist                                                                                             | 87    |       |
| 15. Januar | Auguste Löber                      | deutsche Stifterin                                                                                            | 72    |       |
| 15. Januar | Alois Friedrich Rogenhofer         | österreichischer Entomologe                                                                                   | 65    |       |
| 17. Januar | Hugo Bürkner                       | deutscher Maler und Illustrator, Professor der Holzschneidekunst                                              | 78    |       |
| 18. Januar | Wladimir Andrejewitsch Markow      | russischer Mathematiker                                                                                       | 25    |       |
| 19. Januar | Friedrich Goldscheider             | österreichischer Unternehmer, Terrakotta- und Bronzefabrikant                                                 | 51    |       |
| 19. Januar | Hermann von Nördlinger             | deutscher Forstwissenschaftler                                                                                | 78    |       |
| 21. Januar | Friedrich von Francken-Sierstorpff | deutscher Rittergutsbesitzer und Hofbeamter                                                                   | 53    |       |
| 22. Januar | Angelo Bianchi                     | italienischer Kurienkardinal                                                                                  | 79    |       |
| 22. Januar | João Fernando Santiago Esberard    | brasilianischer Erzbischof                                                                                    | 53    |       |
| 22. Januar | Benjamin Franklin Bradley          | US-amerikanischer Jurist, Politiker und Offizier                                                              | 71    |       |
| 22. Januar | Edward L. Martin                   | US-amerikanischer Politiker                                                                                   | 59    |       |
| 22. Januar | Isaac Pitman                       | britischer Ausarbeiter einer Kurzschrift                                                                      | 84    |       |
| 22. Januar | Paul de Rémusat                    | französischer Schriftsteller                                                                                  | 65    |       |
| 24. Januar | Hermann Hager                      | deutscher Apotheker, Pharmakologe, Chemiker, Autor und Übersetzer pharmazeutischer und botanischer Schriften  | 81    |       |
| 24. Januar | Julius Spiegelberg                 | deutscher Unternehmer und Industrieller                                                                       | 63    |       |
| 24. Januar | Konrad Telmann                     | deutscher Dichter, Schriftsteller und Jurist                                                                  | 42    |       |
| 25. Januar | Matthias Reischle                  | deutscher Wirtschaftspädagoge                                                                                 | 83    |       |
| 26. Januar | Sebastian Abratzky                 | Bezwinger der Festung Königstein                                                                              | 67    |       |
| 26. Januar | Karl Holsten                       | deutscher protestantischer Theologe und Hochschullehrer                                                       | 71    |       |
| 26. Januar | Amélie von Schwerin                | schwedische Genremalerin                                                                                      | 77    |       |
| 26. Januar | Jan Zeh                            | galizischer Pharmazeut                                                                                        | 79    |       |
| 28. Januar | Franz von Kober                    | deutscher katholischer Theologe, Priester und Professor für Katholische Theologie an der Universität Tübingen | 75    |       |
| 28. Januar | Friedrich Koch                     | deutscher römisch-katholischer Geistlicher und Mitglied des Preußischen Abgeordnetenhauses                    | 58    |       |
| 28. Januar | Theodor Krancke                    | deutscher Eisenbahningenieur und Geheimer Baurat in Preußen                                                   | 76    |       |
| 29. Januar | Eduard Jacobson                    | deutscher Dramatiker                                                                                          | 63    |       |
| 29. Januar | Friedrich von Martini              | Schweizer Ingenieur und Konstrukteur                                                                          | 63    |       |
| 30. Januar | Nishi Amane                        | Philosoph und politischer Verwalter zu Beginn der Meiji-Zeit                                                  | 67    |       |
| 30. Januar | Karl Grammann                      | deutscher Komponist                                                                                           | 54    |       |
| 30. Januar | Robert Themptander                 | schwedischer Jurist und Ministerpräsident                                                                     | 52    |       |

## Februar
| Tag         | Name                             | Beruf, bekannt als                                                                                         | Alter | Beleg |
| ----------- | -------------------------------- | --- | ----- | ----- |
| 1. Februar  | Constantin von Ettingshausen     | österreichischer Paläobotaniker an der Universität Graz                                                    | 70    |       |
| 1. Februar  | Gustav von Kosjek                | österreichisch-ungarischer Botschafter                                                                     | 58    |       |
| 2. Februar  | Luisa Fernanda von Spanien       | Mitglied der spanischen Königsfamilie und durch Heirat Herzogin von Montpensier                            | 65    |       |
| 2. Februar  | Saro Zagari                      | italienischer Bildhauer                                                                                    |       |       |
| 3. Februar  | Lisa Baumfeld                    | österreichische Schriftstellerin                                                                           | 19    |       |
| 3. Februar  | Heinrich Sallentien              | deutscher lutherischer Theologe                                                                            | 71    |       |
| 4. Februar  | José Miguel Blanco               | chilenischer Bildhauer                                                                                     | 57    |       |
| 4. Februar  | Ida Masius                       | Mitbegründerin des ersten Kinderkrankenhauses in Mecklenburg                                               | 72    |       |
| 5. Februar  | Wilhelm von Ahlefeldt            | Adliger Gutsherr des Gutes Treuholz, Landrat und Propst des Klosters Uetersen                              |       |       |
| 5. Februar  | Friedrich von Reitzenstein       | preußischer Beamter und Bezirkspräsident in Metz, Bezirk Lothringen                                        | 62    |       |
| 6. Februar  | Raffaele Cadorna der Ältere      | italienischer General                                                                                      | 81    |       |
| 6. Februar  | Karl Kröger                      | deutscher Verwaltungsjurist, Landrat des Kreises Rinteln                                                   | 72    |       |
| 6. Februar  | Max Salzmann                     | deutscher Architekt und Dombaumeister                                                                      | 46    |       |
| 6. Februar  | Clara Henriette Marie Stöckhardt | deutsche Malerin                                                                                           | 67    |       |
| 6. Februar  | Christian Tønsberg               | norwegischer Verleger                                                                                      | 83    |       |
| 7. Februar  | Gustav Eim                       | böhmisch-tschechischer Journalist und Politiker                                                            | 47    |       |
| 7. Februar  | Galileo Ferraris                 | italienischer Ingenieur und Physiker                                                                       | 49    |       |
| 7. Februar  | Claude Thomas Alexis Jordan      | französischer Botaniker                                                                                    | 82    |       |
| 7. Februar  | Max Joseph Schleiß von Löwenfeld | deutscher Arzt und Autor                                                                                   | 87    |       |
| 8. Februar  | Cornelius Rudolph Vietor         | deutscher evangelischer Geistlicher                                                                        | 82    |       |
| 9. Februar  | Eliza Pratt Greatorex            | US-amerikanische Landschaftsmalerin, -zeichnerin und -radiererin                                           | 77    |       |
| 9. Februar  | Carl Hubert Vering               | deutscher Bauunternehmer, Gründer der Unternehmen C. Vering und Vering & Waechter                          | 62    |       |
| 10. Februar | Antonio Bazzini                  | italienischer Komponist und Violinist der Romantik                                                         | 78    |       |
| 10. Februar | Oscar von Dumreicher             | österreichischer Chemiker                                                                                  | 40    |       |
| 10. Februar | Sewa Hadji                       | indisch-tansanischer Geschäftsmann und Philanthrop                                                         |       |       |
| 10. Februar | Darius D. Hare                   | US-amerikanischer Politiker                                                                                | 54    |       |
| 11. Februar | George Price Boyce               | britischer Architekt und Aquarell-Maler                                                                    | 70    |       |
| 11. Februar | Hugo von Eickstedt               | schlesischer Rittergutsbesitzer und pommerscher Hofbeamter                                                 | 64    |       |
| 11. Februar | Carl Reiner Hertz                | deutscher Psychiater                                                                                       | 79    |       |
| 11. Februar | Jelisaweta Kotschubei            | russische Komponistin                                                                                      | 75    |       |
| 11. Februar | Gustav Philipp                   | deutscher Politiker (DFP), MdL (Königreich Sachsen)                                                        | 55    |       |
| 12. Februar | Homer Dodge Martin               | amerikanischer Landschaftsmaler                                                                            | 60    |       |
| 12. Februar | Jesús Jiménez Zamora             | Präsident Costa Ricas                                                                                      | 73    |       |
| 12. Februar | Marija Fedosjewna Wetrowa        | russische Revolutionärin (Narodowolzin)                                                                    | 27    |       |
| 13. Februar | Erdwin Amsinck                   | deutsch-amerikanischer Kaufmann und Mäzen                                                                  | 70    |       |
| 13. Februar | Traugott Hirschberger            | deutscher und Politiker (DFP), MdR                                                                         | 85    |       |
| 13. Februar | Oskar Loebell                    | deutscher Reichsgerichtsrat                                                                                | 60    |       |
| 13. Februar | Friedrich Mitterwurzer           | österreichischer Schauspieler                                                                              | 52    |       |
| 13. Februar | August Sträter                   | deutscher Mediziner, Politiker und Kunstsammler                                                            | 86    |       |
| 13. Februar | John Randolph Tucker             | US-amerikanischer Politiker                                                                                | 73    |       |
| 14. Februar | Pantelejmon Kulisch              | ukrainischer Schriftsteller, Dichter, Folklorist, Ethnograph, Kritiker, Redakteur, Historiker und Verleger |       |       |
| 14. Februar | Wilhelm Schwemann                | deutscher Unternehmer und Kommunalpolitiker                                                                | 79    |       |
| 15. Februar | Alula Engida                     | äthiopischer General und Politiker                                                                         |       |       |
| 15. Februar | Dimitrie Ghica                   | rumänischer Politiker                                                                                      | 80    |       |
| 16. Februar | Wilhelm Döllen                   | deutscher Astronom                                                                                         | 76    |       |
| 16. Februar | Jakob Gerhard Engels             | evangelischer Pastor                                                                                       | 70    |       |
| 17. Februar | August Köhler                    | deutscher evangelischer Theologe und Hochschullehrer                                                       | 62    |       |
| 18. Februar | Mary Ann Greaves                 | neuseeländische Prostituierte                                                                              | 63    |       |
| 18. Februar | John C. Robinson                 | US-amerikanischer Offizier und Vizegouverneur von New York                                                 | 79    |       |
| 18. Februar | William Wallace                  | schottischer Philosoph                                                                                     | 52    |       |
| 19. Februar | Karl Weierstraß                  | deutscher Mathematiker                                                                                     | 81    |       |
| 21. Februar | Anton Höchl                      | Maler des Biedermeier                                                                                      | 77    |       |
| 21. Februar | Karl Heinrich Hünersdorf         | deutscher liberaler Kommunalpolitiker                                                                      | 79    |       |
| 21. Februar | Julius von Jagow                 | Landrat, Reichstagsabgeordneter                                                                            | 71    |       |
| 21. Februar | Karl Morré                       | österreichischer Volksdichter, Dramatiker und Reichsratsabgeordneter                                       | 64    |       |
| 21. Februar | Elies Rogent                     | katalanischer Architekt                                                                                    | 75    |       |
| 21. Februar | Thomas Bowles Shannon            | US-amerikanischer Politiker                                                                                | 69    |       |
| 22. Februar | Emil Kaler-Reinthal              | österreichischer Journalist und Arbeiterführer                                                             | 46    |       |
| 22. Februar | Philippe Le Royer                | französischer Politiker, Mitglied der Nationalversammlung                                                  | 80    |       |
| 23. Februar | Woldemar Bargiel                 | deutscher Komponist                                                                                        | 68    |       |
| 23. Februar | Julius Mankell                   | schwedischer Offizier, Politiker, Mitglied des Riksdag und Militärhistoriker                               | 68    |       |
| 23. Februar | Carl Mendelssohn Bartholdy       | deutscher Historiker                                                                                       | 59    |       |
| 24. Februar | Wilhelm Pökel                    | deutscher Klassischer Philologe                                                                            | 77    |       |
| 25. Februar | Michael Bernays                  | deutscher Philologe, Literaturhistoriker und Goetheforscher                                                | 62    |       |
| 25. Februar | Robert von der Marwitz           | deutscher Verwaltungsbeamter und Parlamentarier                                                            | 59    |       |
| 26. Februar | Louis Ehrenfried                 | neuseeländischer Bierbrauer und Kommunalpolitiker deutsch-jüdischer Herkunft                               |       |       |
| 26. Februar | Josef Müller                     | Schweizer Hotelier und Politiker (Liberale Partei)                                                         | 76    |       |
| 27. Februar | Benjamin Forstner                | nordamerikanischer Büchsenmacher und Erfinder                                                              | 62    |       |
| 27. Februar | Josef Kolbe                      | österreichischer Mathematiker und Hochschullehrer                                                          | 71    |       |
| 28. Februar | Károly Torma                     | ungarischer Grundbesitzer, Politiker und Archäologe                                                        | 67    |       |

## März
| Tag      | Name                                | Beruf, bekannt als                                                                                    | Alter | Beleg |
| -------- | ----------------------------------- | --- | ----- | ----- |
| 1. März  | Jules de Burlet                     | belgischer Politiker und Premierminister                                                              | 52    |       |
| 1. März  | Karl Kopp                           | deutscher Bildhauer                                                                                   | 71    |       |
| 1. März  | Mauritia Mayer                      | deutsche Gastgewerbeunternehmerin                                                                     | 63    |       |
| 2. März  | Erwin von Neipperg                  | österreichischer General der Kavallerie                                                               | 83    |       |
| 3. März  | Friedrich von Hahn                  | Reichsoberhandelsgerichtsrat und Senatspräsident beim Reichsgericht                                   | 73    |       |
| 3. März  | Albert Richter                      | österreichischer Jurist und liberaler Politiker, Landtagsabgeordneter                                 | 53    |       |
| 3. März  | John Kerr Tiffany                   | US-amerikanischer Philatelist                                                                         | 55    |       |
| 4. März  | Richard Breslau                     | deutscher Politiker, Oberbürgermeister von Erfurt (1871–1889)                                         | 61    |       |
| 4. März  | Gustav Adolf Kenngott               | Mineraloge                                                                                            | 79    |       |
| 4. März  | Gottlieb Heinrich Legler            | Schweizer Festungsbauer und Wasserbauingenieur                                                        | 74    |       |
| 5. März  | Karl Styger                         | Schweizer Politiker                                                                                   | 74    |       |
| 6. März  | Jakob Behrens                       | deutsch-amerikanischer Kaufmann und Entomologe                                                        | 72    |       |
| 6. März  | Jakob Penn                          | bayerischer Landwirt                                                                                  | 57    |       |
| 6. März  | Albert Norton Richards              | kanadischer Politiker, Vizegouverneur von British Columbia                                            | 75    |       |
| 6. März  | Armin Sarter                        | deutscher Genre-, Landschafts- und Tiermaler                                                          | 60    |       |
| 6. März  | Adolf Trientl                       | Tiroler Priester und Pionier der Landwirtschaftsberatung                                              | 79    |       |
| 6. März  | Friedrich Gustav Weidauer           | deutscher Jurist und liberaler Politiker, MdL (Königreich Sachsen)                                    | 86    |       |
| 7. März  | Peter von Bradke                    | Linguist und Sanskritist                                                                              | 43    |       |
| 7. März  | Ernst Brand                         | deutscher Allgemeinmediziner                                                                          | 70    |       |
| 7. März  | Carsten Harms                       | deutscher Tierarzt                                                                                    | 67    |       |
| 7. März  | Leonhard Labatt                     | schwedischer Opernsänger (Tenor) an deutschen Bühnen sowie Gesangspädagoge                            | 58    |       |
| 7. März  | Gustav von Pfuel                    | preußischer Gutsbesitzer und Parlamentarier                                                           | 67    |       |
| 8. März  | Lafayette Head                      | US-amerikanischer Politiker                                                                           | 71    |       |
| 8. März  | Konrad Krez                         | deutsch-amerikanischer Dichter, Jurist und General                                                    | 68    |       |
| 8. März  | Emil Rittershaus                    | deutscher Kaufmann und Dichter, Verfasser des Westfalenliedes                                         | 62    |       |
| 9. März  | Louise Ahrweiler                    | schwedisch-deutsche Theaterschauspielerin                                                             | 38    |       |
| 9. März  | Sondre Norheim                      | Pionier des modernen Skilaufs                                                                         | 71    |       |
| 9. März  | Wilhelm Rudolphi                    | deutscher Pädagoge und Politiker (Zentrum), MdR                                                       | 71    |       |
| 10. März | Joseph N. Dolph                     | US-amerikanischer Politiker                                                                           | 61    |       |
| 10. März | Teodulo Mabellini                   | italienischer Komponist                                                                               | 79    |       |
| 10. März | Savitribai Phule                    | indische Sozialreformerin, Dichterin und Bildungspionierin                                            | 66    |       |
| 11. März | Henry Drummond                      | schottischer evangelikaler Autor und Dozent                                                           | 45    |       |
| 11. März | Eduard Kreyßig                      | deutscher Architekt, Stadtplaner, Tiefbauspezialist und langjähriger Stadtbaumeister von Mainz        | 66    |       |
| 11. März | Daniel Sanders                      | Lexikograf und Autor                                                                                  | 77    |       |
| 12. März | Paul Wibel                          | Lübecker Arzt und Politiker                                                                           |       |       |
| 13. März | Heinrich Behr                       | deutscher Theaterschauspieler, Sänger (Bass), Theaterregisseur und -intendant                         | 75    |       |
| 13. März | Karl Johann Brulliot                | deutscher Jurist, Sänger (Bass), Theaterschauspieler, Opernregisseur, Intendant sowie Gesangspädagoge | 65    |       |
| 13. März | Bruno Ramann                        | deutscher Komponist                                                                                   | 64    |       |
| 13. März | Hippolyt von Turno                  | deutscher Rittergutsbesitzer und Politiker, MdR                                                       | 68    |       |
| 13. März | Laurin D. Woodworth                 | US-amerikanischer Politiker                                                                           | 59    |       |
| 14. März | Pedro de Aycinena y Piñol           | guatemaltekischer Präsident                                                                           | 94    |       |
| 14. März | Augustin Grüniger                   | Schweizer Benediktinermönch, Abt der Abtei Muri-Gries                                                 | 72    |       |
| 14. März | Ludwig Heinrich Hollaender          | deutscher Hochschullehrer und Zahnarzt                                                                | 64    |       |
| 14. März | William Brickly Stokes              | US-amerikanischer Politiker                                                                           | 82    |       |
| 14. März | Michail Iwanowitsch Stukowenkow     | russischer Mediziner und Hochschullehrer                                                              | 54    |       |
| 14. März | Georg Wander                        | deutsch-schweizerischer Chemiker und Industrieller                                                    | 55    |       |
| 15. März | Gustav Heider                       | österreichischer Kunsthistoriker                                                                      | 77    |       |
| 15. März | James Joseph Sylvester              | englischer Mathematiker                                                                               | 82    |       |
| 16. März | Anton Maranski                      | deutsch-polnischer Pfarrer und Politiker, MdR                                                         | 64    |       |
| 16. März | Ludwig Matthäi                      | deutscher Jurist und Politiker                                                                        | 84    |       |
| 17. März | Vittorio Bottego                    | italienischer Afrikaforscher                                                                          | 36    |       |
| 18. März | Carl Justus Fedeler                 | deutscher Maler                                                                                       | 59    |       |
| 19. März | Antoine Thomson d’Abbadie           | französischer Forschungsreisender                                                                     | 87    |       |
| 19. März | Andrei Michailowitsch Dostojewski   | russischer Architekt und Bruder von Fjodor Michailowitsch Dostojewski                                 | 71    |       |
| 19. März | Karoline Otto-Thate                 | deutsche Theaterschauspielerin                                                                        |       |       |
| 19. März | Heinrich Wagner                     | deutscher Architekt und Architekturhistoriker                                                         | 62    |       |
| 20. März | Eduard von Haerdtl                  | österreichischer Astronom                                                                             | 35    |       |
| 20. März | Rodolphe Salis                      | französischer Kabarettist                                                                             | 45    |       |
| 22. März | August Radnitzky                    | österreichischer Schriftsteller                                                                       | 86    |       |
| 23. März | Sophie von Oranien-Nassau           | Prinzessin der Niederlande, Großherzogin von Sachsen-Weimar-Eisenach                                  | 72    |       |
| 23. März | Wilhelm Josef Tugginer              | Schweizer Architekt und Ingenieur                                                                     | 72    |       |
| 24. März | Pleasant B. Tully                   | amerikanischer Politiker                                                                              | 68    |       |
| 25. März | Charles Eliot                       | US-amerikanischer Landschaftsarchitekt                                                                | 37    |       |
| 25. März | Wilhelm Dethard Motz                | deutscher Pädagoge, Mitglied der Bremischen Bürgerschaft                                              | 81    |       |
| 25. März | August Wittich                      | deutscher Archivar und Bibliothekar                                                                   | 70    |       |
| 25. März | Edmond Yon                          | französischer Landschaftsmaler, Aquarellist und Lithograf                                             | 55    |       |
| 26. März | Rudolf Knosp                        | deutscher Unternehmer                                                                                 | 76    |       |
| 27. März | Paolo Angelo Ballerini              | italienischer Geistlicher, Erzbischof von Mailand, Patriarch von Alexandrien                          | 82    |       |
| 27. März | Jakob Jehly                         | österreichischer Maler                                                                                | 42    |       |
| 27. März | Alfred Klemm                        | deutscher evangelischer Theologe und Altertumsforscher                                                | 56    |       |
| 27. März | Christian Sahli                     | Schweizer Politiker                                                                                   | 72    |       |
| 27. März | Rudolf Sprüngli                     | Schweizer Konditor und Chocolatier                                                                    | 80    |       |
| 28. März | Frank Rader                         | US-amerikanischer Politiker                                                                           | 48    |       |
| 28. März | Carl Sigmund Felix von Reitzenstein | württembergischer Kammerherr                                                                          | 48    |       |
| 30. März | Angus Cameron                       | US-amerikanischer Politiker                                                                           | 70    |       |
| 30. März | George L. Converse                  | US-amerikanischer Politiker                                                                           | 69    |       |
| 30. März | Alexander Flamant                   | deutscher Landschafts- und Bildnismaler                                                               | 61    |       |
| 30. März | Johann von Säxinger                 | deutscher Gynäkologe; Rektor in Tübingen                                                              | 63    |       |
| 30. März | Stephen Fowler Wilson               | US-amerikanischer Politiker                                                                           | 75    |       |
| 31. März | Seligmann Baer                      | deutscher jüdischer Gelehrter und Masora-Spezialist                                                   | 71    |       |
| 31. März | Berthold Gemehl                     | deutscher Offizier                                                                                    | 64    |       |
| 31. März | Hugo Hanke                          | deutscher Unternehmer und Mitglied der Stadtverordnetenversammlung (Berlin)                           | 59    | [ 1 ] |
| 31. März | Richard Hintrager                   | deutscher Jurist und Politiker, MdR                                                                   | 64    |       |

## April
| Tag       | Name                               | Beruf, bekannt als                                                                                    | Alter | Beleg |
| --------- | ---------------------------------- | --- | ----- | ----- |
| 1. April  | Ernst Bardey                       | deutscher Mathematiker und Lehrer                                                                     | 68    |       |
| 1. April  | Arnold Borsig                      | deutscher Großindustrieller                                                                           | 29    |       |
| 1. April  | Thekla von Gumpert                 | deutsche Kinder- und Jugendschriftstellerin                                                           | 86    |       |
| 1. April  | Jandamarra                         | Aborigine, kriegerischer Führer                                                                       |       |       |
| 1. April  | Karl August Kopp                   | Jurist und badischer Beamter                                                                          | 60    |       |
| 1. April  | Hermann Makower                    | deutscher Jurist                                                                                      | 67    |       |
| 1. April  | Carl Schultze                      | deutscher Politiker (SPD), MdR                                                                        | 38    |       |
| 2. April  | Johann Gregor Breuer               | deutscher Lehrer und Sozialpädagoge                                                                   |       |       |
| 2. April  | Otto Held                          | deutscher Rittergutsbesitzer und Parlamentarier                                                       | 78    |       |
| 3. April  | Johannes Brahms                    | Pianist und Komponist der Romantik                                                                    | 63    |       |
| 3. April  | Albert Fink                        | US-amerikanischer Bauingenieur                                                                        | 69    |       |
| 3. April  | Johann Heinrich Wilhelm Kretschmer | deutscher Lehrer, Zeichner, Maler und Lithograf                                                       | 90    |       |
| 3. April  | Otto von Plessen                   | dänischer Diplomat                                                                                    | 80    |       |
| 3. April  | Eduard Schott von Schottenstein    | deutscher Verwaltungsbeamter                                                                          | 75    |       |
| 4. April  | Ludwig Miller                      | österreichischer Beamter und Entomologe                                                               | 76    |       |
| 5. April  | Heinrich Wankel                    | böhmischer Arzt, Prähistoriker und Speläologe                                                         | 75    |       |
| 6. April  | Rudolph Koepp                      | deutscher Chemiker, Unternehmer und Politiker (FVg), MdR                                              | 67    |       |
| 7. April  | Karoline Ernst                     | deutsche Theaterschauspielerin und Regisseurin                                                        | 76    |       |
| 7. April  | Antonio Fornoni                    | Bürgermeister von Venedig                                                                             | 71    |       |
| 7. April  | Friedrich Martiny                  | deutscher Jurist, Mitglied der Frankfurter Nationalversammlung und des Preußischen Abgeordnetenhauses | 77    |       |
| 7. April  | Otto Windscheid                    | deutscher Ingenieur und Fabrikant                                                                     | 73    |       |
| 8. April  | Wilhelm Berkefeld                  | deutscher Ingenieur                                                                                   | 60    |       |
| 8. April  | Heinrich von Stephan               | Generalpostdirektor des Deutschen Reichs                                                              | 66    |       |
| 8. April  | Ferdinand Tellgmann                | deutscher Porträtmaler der Biedermeierzeit und Fotograf                                               | 85    |       |
| 9. April  | Friedrich Georg von Bunge          | deutscher Rechtshistoriker                                                                            | 95    |       |
| 9. April  | Benjamin Dean                      | US-amerikanischer Politiker                                                                           | 72    |       |
| 9. April  | Anton Kleinoscheg                  | steierischer Sektfabrikant                                                                            | 76    |       |
| 9. April  | J. G. Maisonneuve                  | französischer Chirurg                                                                                 | 87    |       |
| 9. April  | Gustav Adolf Meibauer              | deutscher Jurist und Parlamentarier                                                                   | 75    |       |
| 9. April  | Robert Meibauer                    | deutscher Jurist und Politiker (DFP), MdR                                                             | 63    |       |
| 10. April | Friedrich Franz III.               | Großherzog von Mecklenburg in Mecklenburg-Schwerin (1883–1897)                                        | 46    |       |
| 10. April | Daniel W. Voorhees                 | US-amerikanischer Politiker (Demokratische Partei)                                                    | 69    |       |
| 11. April | Johann Nepomuk Brischar            | deutscher katholischer Kirchenhistoriker                                                              | 77    |       |
| 12. April | Edward Drinker Cope                | US-amerikanischer Paläontologe und Zoologe                                                            | 56    |       |
| 12. April | Julius Hoffory                     | deutsch-dänischer nordischer Philologe, Germanist und Phonetiker                                      | 42    |       |
| 13. April | Marie von Kalckreuth               | deutsche Malerin                                                                                      | 39    |       |
| 13. April | Eduard von Schenck                 | deutscher Majoratsherr und Politiker, MdR                                                             | 73    |       |
| 13. April | Philipp Wasserburg                 | katholischer Schriftsteller und Publizist, Hessischer Landtagsabgeordneter                            | 69    |       |
| 14. April | Émile Levassor                     | französischer Automobilpionier und Rennfahrer                                                         | 54    |       |
| 16. April | Hermann Müllensiefen               | deutscher Fabrikant und Politiker (NLP), MdR                                                          | 59    |       |
| 17. April | Ernst Friedrich Jahns              | deutscher Chemiker und Apotheker                                                                      | 53    |       |
| 17. April | Joseph Michael Willi               | Schweizer Jesuit, Indienmissionar und Pädagoge                                                        | 72    |       |
| 18. April | Wilhelm Baur                       | evangelischer Theologe und Volksschriftsteller                                                        | 71    |       |
| 18. April | Seth L. Milliken                   | US-amerikanischer Politiker                                                                           | 65    |       |
| 19. April | Henry A. Fletcher                  | US-amerikanischer Politiker, Kriegsteilnehmer und Landwirt                                            | 57    |       |
| 19. April | Viktor Monheim                     | deutscher Apotheker, Chemiker und Botaniker                                                           | 83    |       |
| 20. April | Franziska Nietzsche                | Mutter Friedrich Nietzsches                                                                           | 71    |       |
| 21. April | Theodor Frey                       | deutscher Politiker                                                                                   | 83    |       |
| 21. April | Bert Harris                        | britischer Bahnradsportler                                                                            |       |       |
| 21. April | Willibald Minsberg                 | deutscher Jurist und Parlamentarier                                                                   | 82    |       |
| 21. April | Hermann Weiß                       | deutscher Maler, Kupferstecher und Kostümkundler                                                      | 75    |       |
| 22. April | Domenico Berti                     | italienischer Philosoph, Schriftsteller und Staatsmann                                                | 76    |       |
| 22. April | William S. Holman                  | US-amerikanischer Politiker                                                                           | 74    |       |
| 22. April | Karl von Lützow                    | deutscher Kunsthistoriker                                                                             | 64    |       |
| 23. April | Clement Harris                     | britischer Pianist und Komponist                                                                      | 25    |       |
| 24. April | Florestine von Monaco              | Herzogin von Urach, Gräfin von Württemberg                                                            | 63    |       |
| 24. April | Heinrich von Rittberg              | deutscher Verwaltungsbeamter, Rittergutsbesitzer und Parlamentarier                                   | 74    |       |
| 25. April | Edward Newton                      | britischer Kolonial-Administrator und Ornithologe                                                     | 64    |       |
| 26. April | Christoph Ludwig Goll              | deutscher Orgelbauer                                                                                  | 73    |       |
| 26. April | Roberto Stagno                     | italienischer Operntenor                                                                              | 56    |       |
| 27. April | Wilhelm von Baden                  | badischer Prinz, preußisch-badischer Politiker und General der Infanterie, MdR                        | 67    |       |
| 28. April | Heinrich Ernst Geßner              | deutscher Unternehmer (Maschinenbau)                                                                  | 70    |       |
| 28. April | Paul Stankiewicz                   | deutscher Kunstmaler                                                                                  | 63    |       |
| 29. April | W. W. Harllee                      | US-amerikanischer Politiker                                                                           | 84    |       |
| 30. April | Matthias Berger                    | deutscher Architekt                                                                                   | 72    |       |
| 30. April | Jan Pieter Nicolaas Land           | niederländischer Orientalist und Philosoph                                                            | 63    |       |
| April     | Wang Tao                           | chinesischer Übersetzer, Reformer, politischer Kolumnist, Zeitungsverleger und Schriftsteller         | 68    |       |
| April     | Paul Zurmühlen                     | Friedensrichter, Reichstagsabgeordneter                                                               | 68    |       |

## Mai
| Tag     | Name                             | Beruf, bekannt als                                                                             | Alter | Beleg |
| ------- | -------------------------------- | ---------------------------------------------------------------------------------------------- | ----- | ----- |
| 1. Mai  | Hilmar von Münchhausen           | deutscher Forstmeister und Mitglied der kurhessischen Ständeversammlung                        | 78    |       |
| 1. Mai  | Emil Oelbermann                  | deutscher Unternehmer                                                                          | 63    |       |
| 2. Mai  | John J. Perry                    | US-amerikanischer Politiker                                                                    | 85    |       |
| 2. Mai  | William Cleaver Francis Robinson | britischer Kolonialbeamter                                                                     | 63    |       |
| 2. Mai  | Ernst Anton Zündt                | deutsch-US-amerikanischer Schriftsteller und Redakteur                                         | 78    |       |
| 3. Mai  | Albert Porter                    | US-amerikanischer Politiker                                                                    | 73    |       |
| 4. Mai  | Sophie in Bayern                 | Prinzessin von Bayern, Herzogin in Bayern, durch Heirat Herzogin von Alencon-Orleans           | 50    |       |
| 4. Mai  | Henry Vandyke Carter             | britischer Anatom, Tropenmediziner, Illustrator und Chirurg                                    | 65    |       |
| 4. Mai  | Johann Georg Fischer             | deutscher Dichter                                                                              | 80    |       |
| 4. Mai  | Karl Oswald Minckwitz            | deutscher Arzt und deutscher Politiker (DFP), MdL (Königreich Sachsen)                         | 45    |       |
| 4. Mai  | Adolf von Stählin                | deutscher Geistlicher, Oberkonsistorialpräsident der Evangelisch-Lutherischen Kirche in Bayern | 73    |       |
| 5. Mai  | James Theodore Bent              | britischer Reisender und Archäologe                                                            | 45    |       |
| 5. Mai  | Lorenz Adalbert Enzinger         | deutscher Unternehmer und Erfinder des Bierfilters                                             | 48    |       |
| 5. Mai  | Elbridge G. Spaulding            | US-amerikanischer Politiker                                                                    | 88    |       |
| 6. Mai  | Alfred Des Cloizeaux             | französischer Mineraloge                                                                       | 79    |       |
| 6. Mai  | Xavier Montrouzier               | französischer Missionar und Naturforscher                                                      | 76    |       |
| 6. Mai  | Anton Vollert                    | thüringischer Staatsmann und Autor                                                             | 69    |       |
| 7. Mai  | Henri d’Orléans, duc d’Aumale    | französischer General, Historiker und Kunstsammler, Mitglied der Nationalversammlung           | 75    |       |
| 7. Mai  | Abraham Dee Bartlett             | englischer Zoologe und Taxidermist                                                             | 84    |       |
| 7. Mai  | Ion Ghica                        | rumänischer Politiker                                                                          | 80    |       |
| 8. Mai  | Carl Herz                        | deutscher Jurist und Politiker (DFP), MdR                                                      | 65    |       |
| 8. Mai  | Gottlieb Knoch                   | deutscher Fabrikant und Politiker                                                              | 85    |       |
| 9. Mai  | Adolf von Catty                  | österreichischer Offizier                                                                      | 73    |       |
| 9. Mai  | Leopold Hartmann                 | dänischer Porträtmaler und Fotograf                                                            | 57    |       |
| 9. Mai  | Isabel von Spanien               | spanische Infantin                                                                             | 75    |       |
| 9. Mai  | Julius Rieter                    | Schweizer Landschaftsmaler und Zeichner                                                        | 66    |       |
| 10. Mai | William Thomas Best              | englischer Organist                                                                            | 70    |       |
| 10. Mai | Andrés Bonifacio                 | philippinischer Revolutionär und Gründer des Katipunan                                         | 33    |       |
| 10. Mai | Karl Menzel                      | deutscher Historiker                                                                           | 61    |       |
| 10. Mai | Erwin von Sommaruga              | österreichischer Chemiker                                                                      | 52    |       |
| 11. Mai | Gustav Barth                     | österreichischer Liederkomponist, Pianist und Chorleiter                                       | 85    |       |
| 12. Mai | Minna Canth                      | finnische Schriftstellerin und Frauenrechtlerin                                                | 53    |       |
| 12. Mai | Willem Roelofs                   | niederländischer Kunstmaler                                                                    | 75    |       |
| 12. Mai | Ed Schieffelin                   | US-amerikanischer Geologe                                                                      | 49    |       |
| 13. Mai | Michelangelo Console             | italienischer Botaniker                                                                        | 84    |       |
| 13. Mai | Hugo von Kottwitz                | preußischer General der Infanterie                                                             | 82    |       |
| 14. Mai | Richard Coke                     | US-amerikanischer Jurist und Politiker                                                         | 68    |       |
| 14. Mai | Alfred Peck Edgerton             | US-amerikanischer Politiker                                                                    | 84    |       |
| 14. Mai | Max Maretzek                     | US-amerikanischer Operndirektor                                                                | 75    |       |
| 15. Mai | John Naylor                      | britischer Organist und Komponist                                                              | 58    |       |
| 15. Mai | Karl Stark                       | deutscher Psychiater                                                                           |       |       |
| 16. Mai | Louis Baare                      | deutscher Kaufmann und Manager in der Montanindustrie                                          | 75    |       |
| 16. Mai | Camillo Siciliano di Rende       | italienischer Kardinal                                                                         | 49    |       |
| 17. Mai | Heinrich von Pückler             | deutscher Majoratsbesitzer und Politiker, MdR                                                  | 62    |       |
| 17. Mai | Ludwig von Zöller                | deutscher Jurist                                                                               | 66    |       |
| 18. Mai | William Evans Arthur             | US-amerikanischer Politiker                                                                    | 72    |       |
| 18. Mai | Ewald Fritsch                    | erster Aufsichtsratsvorsitzender der Großeinkaufs-Gesellschaft Deutscher Consumvereine         | 55    |       |
| 19. Mai | Heinrich Lossow                  | deutscher Genremaler und Zeichner                                                              | 54    |       |
| 19. Mai | James Robinson McCormick         | US-amerikanischer Politiker                                                                    | 72    |       |
| 19. Mai | Ludwig Adolf Staufe-Simiginowicz | österreichischer Lehrer und Schriftsteller                                                     | 64    |       |
| 20. Mai | Joseph H. Earle                  | US-amerikanischer Politiker (Demokratische Partei)                                             | 50    |       |
| 20. Mai | Horatio King                     | US-amerikanischer Politiker                                                                    | 85    |       |
| 20. Mai | John Ramsbottom                  | englischer Erfinder                                                                            | 82    |       |
| 20. Mai | Davide Riccardi                  | italienischer römisch-katholischer Geistlicher und Erzbischof von Turin                        | 63    |       |
| 21. Mai | Ferdinand Eduard Carolin         | Hamburger Kürschner, MdHB                                                                      | 47    |       |
| 21. Mai | Gregorio Luperón                 | dominikanischer Staatsführer                                                                   | 57    |       |
| 21. Mai | Karol von Mikuli                 | galizischer Komponist der Romantik                                                             | 77    |       |
| 21. Mai | Johann Friedrich Theodor Müller  | deutscher Biologe                                                                              | 75    |       |
| 23. Mai | Aleko Konstantinow               | bulgarischer Autor                                                                             | 34    |       |
| 24. Mai | Manuel María Gautier             | Präsident der Dominikanischen Republik                                                         | 66    |       |
| 24. Mai | Conrad Geißler                   | deutscher Orgelbauer                                                                           | 72    |       |
| 25. Mai | Friedrich Wilhelm Graupenstein   | deutscher Maler und Graphiker                                                                  | 68    |       |
| 25. Mai | Peter Langen                     | deutscher Klassischer Philologe                                                                | 61    |       |
| 27. Mai | Otfried Hans von Meusebach       | deutscher Regierungsbeamter                                                                    | 85    |       |
| 28. Mai | Thomas A. Boyd                   | US-amerikanischer Politiker                                                                    | 66    |       |
| 28. Mai | Louis Français                   | französischer Maler                                                                            | 82    |       |
| 28. Mai | Julius Noerr                     | deutscher Landschafts- und Genremaler                                                          | 69    |       |
| 29. Mai | Fritz Hurtzig                    | Industrieller und Wirtschaftsführer                                                            | 71    |       |
| 29. Mai | Julius Sachs                     | deutscher Botaniker und gilt als Begründer der experimentellen Pflanzenphysiologie             | 64    |       |
| 29. Mai | Friedrich von Schwartzkoppen     | deutscher Politiker (NLP), Mitglied Preußisches Abgeordnetenhaus (1867–1870) und Publizist     | 78    |       |
| 30. Mai | Albrecht von Kameke              | deutscher Gutsbesitzer und Politiker                                                           | 66    |       |
| 30. Mai | Heinrich Kompe                   | deutscher Rechtspraktikant und Abgeordneter                                                    | 80    |       |
| 30. Mai | Franz Krolop                     | deutscher Opernsänger (Bassist)                                                                | 57    |       |
| 30. Mai | Maria Cälina von der Darstellung | französische Ordensfrau und Selige                                                             | 19    |       |
| 31. Mai | Ney Elias                        | englischer Forschungsreisender                                                                 | 53    |       |
| 31. Mai | Martha King                      | neuseeländische Lehrerin und Malerin                                                           |       |       |
| 31. Mai | Elizabeth Mary Palmer            | neuseeländische Musik- und Gesangslehrerin, Interpretin, Komponistin und Konzertveranstalterin | 64    |       |

## Juni
| Tag      | Name                                 | Beruf, bekannt als                                                                     | Alter | Beleg |
| -------- | ------------------------------------ | -------------------------------------------------------------------------------------- | ----- | ----- |
| 1. Juni  | August von Heyden                    | deutscher Maler und Dichter                                                            | 69    |       |
| 1. Juni  | Ludwig Hirzel                        | Schweizer Literaturhistoriker                                                          | 59    |       |
| 1. Juni  | Karl Kässmayer                       | österreichischer Maler                                                                 |       |       |
| 1. Juni  | Friedrich August Wilhelm Ludwig Roux | deutscher Fechtmeister                                                                 | 80    |       |
| 2. Juni  | Joseph von Huppmann-Valbella         | deutscher Unternehmer, Tabakfabrikant in Dresden und Sankt Petersburg                  | 82    |       |
| 2. Juni  | Lina von Perbandt                    | deutsche Malerin                                                                       | 61    |       |
| 2. Juni  | Joseph Winzheimer                    | deutscher Arzt und Landtagsabgeordneter                                                | 90    |       |
| 3. Juni  | Antonín Čížek                        | böhmisch-tschechischer Politiker                                                       | 31    |       |
| 4. Juni  | Friedrich Bertelsmann                | deutscher Buchdrucker und Zeitungsverleger                                             | 79    |       |
| 4. Juni  | Theodor Sixt                         | Unternehmer und Wohltäter                                                              | 63    |       |
| 4. Juni  | Louis Ucko                           | deutscher Opernsänger, Tenor und Theaterleiter                                         | 59    |       |
| 5. Juni  | Hans Baur                            | deutscher Bildhauer                                                                    | 68    |       |
| 5. Juni  | Dorsey B. Thomas                     | US-amerikanischer Politiker                                                            | 73    |       |
| 6. Juni  | Oscar Dickson                        | schwedischer Mäzen der Polarforschung                                                  | 73    |       |
| 6. Juni  | Gustav von Saltzwedel                | preußischer Regierungspräsident                                                        | 89    |       |
| 7. Juni  | Samuel Phillips Lee                  | Offizier in der US-Navy                                                                | 85    |       |
| 8. Juni  | Jacob von Falke                      | deutsch-österreichischer Kultur- und Kunsthistoriker                                   | 71    |       |
| 8. Juni  | John Haswell                         | österreichischer Ingenieur und Lokomotiv-Konstrukteur                                  | 85    |       |
| 8. Juni  | Peter Tunner                         | österreichischer Bergbaupionier und Politiker, Landtagsabgeordneter                    | 88    |       |
| 8. Juni  | Friedrich von Ziegler                | bayerischer Verwaltungsjurist                                                          | 58    |       |
| 8. Juni  | Leo von Zychlinski                   | deutscher Jurist, Porträtist und Revolutionär                                          | 75    |       |
| 9. Juni  | Juan Cansino y Antolínez             | spanischer Organist, Pianist, Komponist und Musikpädagoge                              | ≈71   |       |
| 9. Juni  | Alvan Graham Clark                   | US-amerikanischer Astronom und Teleskopbauer                                           | 64    |       |
| 9. Juni  | Carl Hillmann                        | deutscher sozialdemokratischer Journalist und Autor                                    | 55    |       |
| 9. Juni  | Paul Pabst                           | russischer Pianist deutscher Abstammung                                                | 43    |       |
| 9. Juni  | Martin Wilckens                      | deutscher Tierzuchtwissenschaftler                                                     | 63    |       |
| 10. Juni | Francis Janssens                     | niederländischer Geistlicher, Erzbischof von New Orleans                               | 53    |       |
| 11. Juni | Henry Ayers                          | australischer Politiker, Namensgeber des Ayers Rock                                    | 76    |       |
| 11. Juni | Joseph Bondi                         | deutscher Jurist, Bankier und langjähriger Vorsteher der Jüdischen Gemeinde in Dresden | 78    |       |
| 11. Juni | Wilhelm von dem Bussche-Ippenburg    | deutscher Rittergutsbesitzer und Parlamentarier                                        | 67    |       |
| 11. Juni | Carl Remigius Fresenius              | deutscher Chemiker                                                                     | 78    |       |
| 12. Juni | Friedrich Hermann Wölfert            | deutscher Verleger und Luftfahrtpionier                                                | 46    |       |
| 13. Juni | Emil von Albedyll                    | preußischer General                                                                    | 73    |       |
| 13. Juli | Alfred M. Mayer                      | US-amerikanischer Physiker                                                             | 60    |       |
| 13. Juni | Carl Neudel                          | bayerischer Komponist und Militärkapellmeister                                         | 54    |       |
| 14. Juni | David Jackson Bailey                 | US-amerikanischer Politiker                                                            | 85    |       |
| 14. Juni | Barney Barnato                       | südafrikanischer Diamantenmagnat                                                       | 44    |       |
| 14. Juni | Charlotte Wolter                     | deutsch-österreichische Schauspielerin                                                 | 63    |       |
| 16. Juni | Julius Benda                         | deutscher Architekt                                                                    | 59    |       |
| 16. Juni | Karl Hammer                          | deutscher Architekt, Kunstgewerbler und Maler                                          | 52    |       |
| 17. Juni | Sebastian Kneipp                     | bayerischer Priester und Hydrotherapeut                                                | 76    |       |
| 17. Juni | Jakob Anton Leyser                   | deutscher evangelischer Theologe und Schriftsteller                                    | 67    |       |
| 17. Juni | Otto H. Mueller                      | deutscher Ingenieur und Dampfmaschinenkonstrukteur                                     | 67    |       |
| 18. Juni | Reinholdt Boll                       | norwegischer Marine- und Landschaftsmaler                                              | 71    |       |
| 18. Juni | Nicholas Ford                        | US-amerikanischer Politiker                                                            | 63    |       |
| 18. Juni | John M. Francis                      | amerikanischer Journalist und Diplomat                                                 | 74    |       |
| 18. Juni | Franz Krenn                          | österreichischer Komponist                                                             | 81    |       |
| 19. Juni | Charles Cunningham Boycott           | britischer Gutsverwalter in Irland                                                     | 65    |       |
| 20. Juni | Hermann Küster                       | deutscher lutherischer Theologe                                                        | 84    |       |
| 20. Juni | Japetus Steenstrup                   | dänischer Hochschullehrer und Naturforscher (Botaniker, Zoologe und Prähistoriker)     | 84    |       |
| 22. Juni | Jürgen Bona Meyer                    | deutscher Philosoph                                                                    | 67    |       |
| 22. Juni | Franz von Rziha                      | österreichischer Eisenbahn- und Tunnelbauer, Erfinder                                  | 66    |       |
| 22. Juni | Friedrich Herman Semmig              | deutscher Schriftsteller, Journalist und Lehrer, Teilnehmer an der Revolution 1848/49  | 76    |       |
| 23. Juni | Conrad Zehrt                         | deutscher Politiker (Zentrum), MdR                                                     | 90    |       |
| 24. Juni | Sámuel Brassai                       | ungarischer Wissenschaftler                                                            | 97    |       |
| 24. Juni | Edward D. Cooke                      | US-amerikanischer Politiker                                                            | 47    |       |
| 25. Juni | William L. Winans                    | US-amerikanischer Unternehmer und Diplomat                                             |       |       |
| 26. Juni | Paul Schützenberger                  | französischer Chemiker                                                                 | 67    |       |
| 27. Juni | Wilhelm Marmé                        | deutscher Pharmakologe und Hochschullehrer                                             | 65    |       |
| 27. Juni | Johann Jakob Sulzer                  | Schweizer Politiker                                                                    | 75    |       |
| 28. Juni | Alexander Dann                       | deutscher Jurist, Partikulier, Landwirt und Politiker (NLP), MdR                       | 80    |       |
| 28. Juni | Arthur Dathe von Burgk               | deutscher Montanunternehmer und Politiker                                              | 73    |       |
| 29. Juni | Otakar Berger                        | tschechischer Cellist                                                                  | 24    |       |
| 29. Juni | Albert Richter                       | deutscher Lehrer und pädagogischer Schriftsteller                                      | 59    |       |
| 29. Juni | Karl Friedrich Strobel               | württembergischer Oberamtmann                                                          | 61    |       |
| 30. Juni | George Martin Lane                   | US-amerikanischer Klassischer Philologe                                                | 73    |       |
| 30. Juni | Heinrich Ludwig                      | deutscher Maler und Kunsthistoriker                                                    | 68    |       |
| 30. Juni | Frethias Jefferson Netherton         | US-amerikanischer Pädagoge und Politiker                                               | 32    |       |

## Juli
| Tag      | Name                        | Beruf, bekannt als | Alter | Beleg |
| -------- | --------------------------- | --- | ----- | ----- |
| 2. Juli  | Margarete Goldheim          | deutsche Schauspielerin und Schriftstellerin                                                                                     | 48    |       |
| 2. Juli  | Georg Riedesel zu Eisenbach | Landtagsabgeordneter, 33. Hessischer Erbmarschall                                                                                | 52    |       |
| 3. Juli  | John Evans                  | US-amerikanischer Politiker | 83    |       |
| 4. Juli  | Amor De Cosmos              | kanadischer Politiker | 71    |       |
| 4. Juli  | Hermann Engelhard           | deutscher Landrat | 33    |       |
| 5. Juli  | Johann Jakob Oeri           | schweizerischer evangelischer Theologe                                                                                           | 80    |       |
| 6. Juli  | Wilhelm Engelhardt          | preußischer Jurist und Militärbeamter                                                                                            | 70    |       |
| 6. Juli  | Henri Meilhac               | französischer Bühnenschriftsteller                                                                                               | 66    |       |
| 7. Juli  | Friedrich Althaus           | deutscher Hochschullehrer, Autor und Übersetzer                                                                                  | 68    |       |
| 7. Juli  | Édouard Joseph Dantan       | französischer Maler | 48    |       |
| 7. Juli  | William S. Groesbeck        | US-amerikanischer Politiker (Demokratische Partei)                                                                               | 81    |       |
| 7. Juli  | Dominikus Trenkwalder       | österreichischer Bildhauer | 56    |       |
| 8. Juli  | Isham G. Harris             | US-amerikanischer Politiker | 79    |       |
| 9. Juli  | Carlos Fermín Fitzcarrald   | peruanischer Unternehmer und Kautschukhändler                                                                                    | 35    |       |
| 9. Juli  | Albin Haebler               | deutscher klassischer Philologe und Gymnasiallehrer                                                                              | 46    |       |
| 9. Juli  | Charles H. Porter           | US-amerikanischer Politiker | 64    |       |
| 9. Juli  | Augustus Tolton             | US-amerikanischer römisch-katholischer Priester                                                                                  | 43    |       |
| 10. Juli | Carl Chorinský              | österreichischer Jurist und k.k. Landeshauptmann von Salzburg                                                                    | 58    |       |
| 11. Juli | Edward Isaac Golladay       | US-amerikanischer Politiker | 66    |       |
| 11. Juli | Gustav von Hahnke           | deutscher Marineoffizier |       |       |
| 11. Juli | Joseph Jahnel               | deutscher römisch-katholischer Theologe, Fürstbischöflicher Delegat für Brandenburg und Pommern, Propst von St. Hedwig in Berlin | 62    |       |
| 12. Juli | Félix Godefroid             | belgisch-französischer Harfenist und Komponist                                                                                   | 78    |       |
| 31. Juli | Thomas Hillhouse            | US-amerikanischer Farmer, Bankier und Politiker                                                                                  | 80    |       |
| 13. Juli | Joseph Rebbert              | katholischer Theologe, Verfechter des Antisemitismus                                                                             | 60    |       |
| 14. Juli | John F. Farnsworth          | US-amerikanischer republikanischer Kongressabgeordneter und Brigadegeneral der Nordstaaten im Amerikanischen Bürgerkrieg         | 77    |       |
| 14. Juli | Eduard Kämpffer             | deutscher Baumeister und Politiker (DFP), MdR                                                                                    | 70    |       |
| 15. Juli | Conrad Hermann              | deutscher Philosoph und Hochschullehrer                                                                                          | 78    |       |
| 15. Juli | William Thierry Preyer      | britischer Physiologe | 56    |       |
| 15. Juli | Alexander Wheelock Thayer   | US-amerikanischer Musikschriftsteller, Beethoven-Biograph und Diplomat                                                           | 79    |       |
| 15. Juli | Régis de Trobriand          | US-amerikanischer General im Sezessionskrieg                                                                                     | 81    |       |
| 16. Juli | Arthur Deetz                | deutscher Theaterschauspieler, -regisseur und -intendant                                                                         | 71    |       |
| 16. Juli | Levin Goldschmidt           | deutscher Jurist und Politiker (NLP), MdR                                                                                        | 68    |       |
| 16. Juli | Richard Schumann            | deutscher evangelischer Geistlicher und Parlamentarier                                                                           | 60    |       |
| 16. Juli | Carl Vogel                  | deutscher Topograf und Kartograf                                                                                                 | 69    |       |
| 16. Juli | Hermann Wasserfuhr          | deutscher Mediziner | 74    |       |
| 17. Juli | Max Joseph Oertel           | deutscher Arzt | 62    |       |
| 18. Juli | Tiberius Cornelis Winkler   | niederländischer Paläontologe, Chirurg und Zoologe                                                                               | 75    |       |
| 20. Juli | Jean Ingelow                | britische Schriftstellerin | 77    |       |
| 20. Juli | August Leu                  | deutscher Maler | 79    |       |
| 21. Juli | Amand Goegg                 | badischer Freiheitskämpfer | 77    |       |
| 21. Juli | Johann Lehner               | deutscher Jurist und Politiker (Zentrum), MdR                                                                                    | 69    |       |
| 21. Juli | Wilhelm Liebenow            | deutscher Topograf und Kartograf                                                                                                 | 74    |       |
| 23. Juli | James Rood Doolittle        | US-amerikanischer Politiker (Republikanische Partei)                                                                             | 82    |       |
| 23. Juli | Otto von Schlieffen         | deutscher Majoratsherr und Politiker, MdR                                                                                        | 76    |       |
| 24. Juli | Carl Becker                 | deutscher Bankier und Konsul | 77    |       |
| 24. Juli | Carl Bobies                 | österreichischer Landschaftsmaler                                                                                                | 31    |       |
| 24. Juli | Harrison Kelley             | US-amerikanischer Politiker | 61    |       |
| 24. Juli | Lafayette McLaws            | US-amerikanischer Offizier; General der Konföderierten im Sezessionskrieg                                                        | 76    |       |
| 24. Juli | Wilhelm Karl Petzold        | deutscher Geograph und Botaniker                                                                                                 | 49    |       |
| 25. Juli | Heinrich Christian Born     | Landwirt und Mitglied des Preußischen Abgeordnetenhauses                                                                         | 50    |       |
| 25. Juli | William Henry Conley        | amerikanischer Geschäftsmann, 1. Präsident der Zion’s Watch Tower Tract Society of Pennsylvania                                  | 57    |       |
| 25. Juli | Josef Boleslav Pecka        | tschechischer Journalist und Dichter, Mitbegründer der Tschechischen Sozialdemokratischen Partei                                 | 47    |       |
| 28. Juli | Eduard von Engerth          | österreichischer Historien- und Genremaler                                                                                       | 79    |       |
| 28. Juli | Josef Mathias Trenkwald     | tschechisch-österreichischer Historienmaler                                                                                      | 73    |       |
| 28. Juli | Étienne Vacherot            | französischer Gelehrter und Philosoph                                                                                            | 87    |       |
| 29. Juli | Ignaz von Dietl             | bayerischer Generalleutnant und Gouverneur von Ingolstadt                                                                        | 86    |       |
| 30. Juli | Alfred von Arneth           | österreichischer Historiker und Politiker, Landtagsabgeordneter                                                                  | 78    |       |
| 31. Juli | Auguste Lacaussade          | französischer Schriftsteller | 82    |       |

## August
| Tag        | Name                           | Beruf, bekannt als                                                                     | Alter | Beleg |
| ---------- | ------------------------------ | -------------------------------------------------------------------------------------- | ----- | ----- |
| 2. August  | Adam Asnyk                     | polnischer Lyriker und Dramatiker des Positivismus                                     | 58    |       |
| 3. August  | Napoleon Bonaparte Giddings    | US-amerikanischer Politiker                                                            | 81    |       |
| 3. August  | Alexander Grawein              | österreichischer Jurist, Dramatiker und Politiker                                      | 47    |       |
| 3. August  | Marie Seebach                  | deutsche Schauspielerin und Opernsängerin                                              | 68    |       |
| 4. August  | Frederic De Forest Allen       | US-amerikanischer Klassischer Philologe                                                | 53    |       |
| 4. August  | Johann Preleuthner             | österreichischer Bildhauer                                                             | 89    |       |
| 4. August  | Kaspar von Preysing            | deutscher Rittergutsbesitzer und Politiker (Zentrum), MdR                              | 53    |       |
| 5. August  | August Klasing                 | deutscher Buchhändler und Verleger                                                     | 87    |       |
| 5. August  | Karl Franz Koehler             | deutscher Buchhändler und Barsortimenter                                               | 53    |       |
| 5. August  | Albert Marth                   | deutscher Astronom                                                                     | 69    |       |
| 5. August  | James Hammond Trumbull         | US-amerikanischer Sprachwissenschaftler                                                | 75    |       |
| 6. August  | Samuel Laing                   | britischer Politiker, Eisenbahnadministrator und Sachbuchautor                         | 84    |       |
| 6. August  | Wilhelm Thomas                 | deutscher Jurist und Politiker (DFP), MdR                                              | 63    |       |
| 7. August  | Jakob Baechtold                | Schweizer Literaturwissenschaftler                                                     | 49    |       |
| 7. August  | Horace Lecoq de Boisbaudran    | französischer Maler und Kunstpädagoge                                                  | 95    |       |
| 8. August  | Jacob Burckhardt               | Schweizer Kulturhistoriker mit Schwerpunkt Kunstgeschichte                             | 79    |       |
| 8. August  | Antonio Cánovas del Castillo   | spanischer Politiker und Restaurator der Monarchie in Spanien                          | 69    |       |
| 8. August  | Otto Reinhold Klette           | deutscher Bauingenieur, Architekt, königlich-sächsischer Finanz- und Baurat            | 47    |       |
| 8. August  | Victor Meyer                   | deutscher Chemiker                                                                     | 48    |       |
| 8. August  | Georg Müller                   | deutscher Verwaltungsbeamter                                                           | 47    |       |
| 8. August  | Paul Pfotenhauer               | deutscher Archivar und Historiker                                                      | 55    |       |
| 9. August  | Paul Brock                     | deutscher Theaterschauspieler und -regisseur                                           | 52    |       |
| 9. August  | William R. Roberts             | US-amerikanischer Politiker                                                            | 67    |       |
| 10. August | James W. Abert                 | US-amerikanischer Offizier und Kartograph                                              | 76    |       |
| 10. August | August Drechsler               | deutscher Jurist, Mitglied der Frankfurter Nationalversammlung                         | 76    |       |
| 10. August | William Walsham How            | englischer anglikanischer Bischof, Kirchenlieddichter                                  | 73    |       |
| 10. August | Johann Friedrich Martens       | deutscher Kaufmann                                                                     | 93    |       |
| 10. August | Max Weber senior               | deutscher Kommunalbeamter und Politiker (NLP), MdR                                     | 61    |       |
| 11. August | Antolín Monescillo y Viso      | spanischer Bischof und Kardinal                                                        | 85    |       |
| 11. August | Hermann Rittscher              | deutscher Rechtsanwalt und Notar sowie Senator der Hansestadt Lübeck                   | 58    |       |
| 12. August | Fjodor Iwanowitsch Buslajew    | russischer Linguist und Slawist, Kunsthistoriker und Literaturwissenschaftler          | 79    |       |
| 12. August | Antonius van der Linde         | niederländischer Schachhistoriker, Bibliothekar, Theologe und Philologe                | 63    |       |
| 12. August | Enrico Morozzo della Rocca     | italienischer General und Politiker                                                    | 90    |       |
| 13. August | Curt von Hagen                 | deutscher Kolonist und Verwaltungsbeamter in Deutsch-Neuguinea                         | 37    |       |
| 14. August | James Z. George                | US-amerikanischer Politiker                                                            | 70    |       |
| 14. August | Adolf Helbling                 | deutscher Bauingenieur und Architekt                                                   | 72    |       |
| 14. August | Ashley B. Wright               | US-amerikanischer Politiker                                                            | 56    |       |
| 15. August | Hermann Hölty                  | deutscher lutherischer Geistlicher und Dichter                                         | 68    |       |
| 16. August | Conrad Wilhelm Delius          | deutscher Textilindustrieller                                                          | 89    |       |
| 17. August | William Jervois                | britischer Kolonialbeamter                                                             | 75    |       |
| 17. August | Julius Newald                  | österreichischer Jurist und Politiker, Bürgermeister von Wien und Landtagsabgeordneter | 73    |       |
| 17. August | Théodore Robitaille            | kanadischer Politiker und Arzt, Vizegouverneur von Québec                              | 63    |       |
| 18. August | José Tomás de Sousa Martins    | portugiesischer Arzt und Hochschullehrer für Medizin                                   | 54    |       |
| 19. August | Gustav Weiprecht von Gemmingen | großherzoglich-hessischer Kammerherr und Kreisrat                                      | 48    |       |
| 19. August | Johann Christian Hirt          | deutscher Bildhauer                                                                    | 61    |       |
| 20. August | Michele Angiolillo             | italienischer Anarchist                                                                | 26    |       |
| 20. August | Waller Redd Staples            | US-amerikanischer Jurist und Politiker                                                 | 71    |       |
| 21. August | Ferdinand Hey’l                | deutscher Schauspieler, Kurhausdirektor und Schriftsteller                             | 66    |       |
| 21. August | August Mutzenbecher            | deutscher Verwaltungsjurist und Regierungsrat im Großherzogtum Oldenburg               | 71    |       |
| 21. August | Hermann Scherenberg            | deutscher Maler, Illustrator und Karikaturist                                          | 71    |       |
| 22. August | Wilhelm Marx von Marxberg      | österreichischer Polizist, Polizeipräsident von Wien (1873–1881)                       | 81    |       |
| 23. August | Alexander Duncker              | deutscher Verleger und Buchhändler                                                     | 84    |       |
| 23. August | Hugo zu Hohenlohe-Öhringen     | deutscher General und Politiker, MdR                                                   | 81    |       |
| 23. August | Ernst Rohmer                   | deutscher Verleger                                                                     | 78    |       |
| 24. August | Mutsu Munemitsu                | japanischer Politiker                                                                  | 53    |       |
| 25. August | Léon Gautier                   | französischer Literaturwissenschaftler und Archivar                                    | 65    |       |
| 25. August | Juan Idiarte Borda             | Präsident Uruguays                                                                     | 53    |       |
| 25. August | Emanuel Walch                  | österreichischer Maler                                                                 | 34    |       |
| 26. August | Teresa Jornet y Ibars          | Heilige                                                                                | 54    |       |
| 26. August | August Naubert                 | deutscher Pianist, Organist, Musiklehrer und Komponist                                 | 58    |       |
| 27. August | Eduard von Hofmann             | österreichischer Mediziner und Gründervater der modernen forensischen Pathologie       | 60    |       |
| 27. August | Paul Verne                     | französischer Seefahrer und Hobbyautor                                                 | 67    |       |
| 28. August | Emil Friedrich von Pindter     | österreichischer Journalist                                                            | 60    |       |
| 28. August | Alfred N. Poyneer              | US-amerikanischer Politiker                                                            | 66    |       |
| 28. August | Hugo Schwarz                   | deutscher Reichsgerichtsrat                                                            | 79    |       |
| 29. August | Emanuel B. Hart                | US-amerikanischer Jurist und Politiker                                                 | 87    |       |
| 30. August | Robert Jacobs                  | preußischer Verwaltungsbeamter                                                         | 65    |       |
| 31. August | Johann Steinmair               | österreichischer Politiker                                                             | 72    |       |

## September
| Tag           | Name                                | Beruf, bekannt als                                                                                 | Alter | Beleg |
| ------------- | ----------------------------------- | -------------------------------------------------------------------------------------------------- | ----- | ----- |
| 1. September  | Tommaso Vallauri                    | italienischer Klassischer Philologe                                                                | 92    |       |
| 3. September  | Adolf Bauer                         | deutscher Theaterschauspieler                                                                      | 69    |       |
| 4. September  | Georg Schepss                       | deutscher klassischer Philologe und Gymnasiallehrer                                                | 44    |       |
| 5. September  | Christian Nehls                     | Wasserbaudirektor in Hamburg                                                                       | 55    |       |
| 5. September  | Carl Friedrich von Seydewitz        | deutscher Jurist und Politiker, MdR                                                                | 71    |       |
| 6. September  | Thomas T. Flagler                   | US-amerikanischer Politiker                                                                        | 85    |       |
| 7. September  | Henry C. Bulis                      | US-amerikanischer Politiker                                                                        | 66    |       |
| 7. September  | Friedrich Christian Ernestus Bünsow | schwedischer Geschäftsmann                                                                         | 73    |       |
| 7. September  | Carl Otto Grass                     | deutscher Chemiker und Stahlmanager                                                                | 50    |       |
| 7. September  | Lewis Hanback                       | US-amerikanischer Politiker                                                                        | 58    |       |
| 7. September  | Conrad von Holstein                 | deutscher Rittergutsbesitzer und Politiker, MdR                                                    | 71    |       |
| 7. September  | Sigmund von Thun und Hohenstein     | österreichischer Politiker                                                                         | 70    |       |
| 8. September  | Henry Fay                           | US-amerikanischer Politiker                                                                        | 62    |       |
| 9. September  | Theodore Lyman                      | US-amerikanischer Politiker                                                                        | 64    |       |
| 10. September | David Urs de Margina                | österreichischer Offizier (Oberst) und Theresienritter                                             | 81    |       |
| 11. September | Nicola Philipp Grosman              | deutscher Jurist und Politiker (Zentrum), MdR                                                      | 79    |       |
| 12. September | Rudolf Berlin                       | deutscher Augenarzt                                                                                | 64    |       |
| 12. September | Alix Fournier                       | französischer Komponist                                                                            | 32    |       |
| 12. September | Alexander von Kraatz-Koschlau       | preußischer General der Infanterie                                                                 | 80    |       |
| 12. September | Bernhard Hieronymus Ludwig          | Möbelfabrikant und Kunsttischler                                                                   | 63    |       |
| 12. September | Hermann Welcker                     | deutscher Anatom                                                                                   | 75    |       |
| 12. September | Paul Yorck von Wartenburg           | deutscher Jurist und Philosoph                                                                     | 62    |       |
| 13. September | Johann Georg Längin                 | deutscher Pfarrer und Schriftsteller                                                               | 69    |       |
| 13. September | Wilhelm Pückert                     | deutscher Historiker und Hochschullehrer                                                           | 67    |       |
| 14. September | Johann Conrad Bohn                  | deutscher Physiker                                                                                 | 65    |       |
| 14. September | Carl Abraham Pihl                   | norwegischer Eisenbahningenieur                                                                    | 72    |       |
| 16. September | Arnulfo Arroyo Romero               | mexikanischer Revolutionär                                                                         |       |       |
| 16. September | Alois Schönn                        | österreichischer Maler                                                                             | 71    |       |
| 17. September | Edmund von Flemming                 | deutscher Rittergutsbesitzer und Politiker (NLP), MdR                                              | 70    |       |
| 17. September | Anna Schepeler-Lette                | deutsche Politikerin                                                                               | 69    |       |
| 17. September | Ignaz Ullmann                       | böhmischer Architekt                                                                               | 75    |       |
| 19. September | Karel Hendrik van Brederode         | niederländischer Architekt                                                                         | 69    |       |
| 19. September | Louis Gurlitt                       | deutsch-dänischer Maler                                                                            | 85    |       |
| 19. September | Kornel Ujejski                      | polnischer Lyriker                                                                                 | 74    |       |
| 20. September | Karel Bendl                         | tschechischer Komponist                                                                            | 59    |       |
| 20. September | Kaspar von Heinsberg                | deutscher Landrat                                                                                  | 76    |       |
| 20. September | Louis Mouillard                     | französischer Ingenieur, Pionier des Flugzeugbaus                                                  | 62    |       |
| 20. September | Adolf von Warnstedt                 | deutscher Beamter und Politiker                                                                    | 84    |       |
| 20. September | Wilhelm Wattenbach                  | deutscher Historiker                                                                               | 77    |       |
| 21. September | Conrad Bayer                        | österreichischer Schachkomponist und -theoretiker der Altdeutschen Schule                          | 68    |       |
| 21. September | Otto Heyden                         | deutscher Maler                                                                                    | 77    |       |
| 22. September | Anton Bassermann                    | deutscher Jurist, Präsident des Landgerichts Mannheim und Mitglied der Badischen Ständeversammlung | 75    |       |
| 22. September | Charles Denis Bourbaki              | französischer General                                                                              | 81    |       |
| 22. September | Antônio Conselheiro                 | brasilianischer spiritueller Führer                                                                | 67    |       |
| 22. September | Edmund Drechsel                     | physiologischer Chemiker                                                                           | 54    |       |
| 22. September | Friedrich Wilhelm zu Mecklenburg    | Marineoffizier                                                                                     | 26    |       |
| 22. September | Giuseppe Guarino                    | italienischer Geistlicher, Erzbischof von Messina und Kardinal                                     | 70    |       |
| 22. September | Max Marung                          | deutscher Arzt und Landphysicus für das Fürstentum Ratzeburg                                       | 58    |       |
| 23. September | Constantine B. Kilgore              | US-amerikanischer Jurist und Politiker                                                             | 62    |       |
| 23. September | Friedrich Max Meyer                 | deutscher Kaufmann                                                                                 | 77    |       |
| 23. September | Georg von Narciß                    | bayerischer Offizier, zuletzt Generalmajor                                                         | 77    |       |
| 23. September | Katharina Prato                     | Kochbuchautorin                                                                                    | 79    |       |
| 24. September | Friedrich Glitza                    | deutscher Pädagoge und Politiker                                                                   | 84    |       |
| 25. September | Max Burchardt                       | deutscher Mediziner, Generalarzt und Hochschullehrer                                               | 66    |       |
| 27. September | Peter Holten                        | Gouverneur der Färöer                                                                              | 80    |       |
| 27. September | George M. Robeson                   | US-amerikanischer Politiker                                                                        | 68    |       |
| 28. September | Karol Majewski                      | polnischer Politiker und Freiheitskämpfer                                                          | 64    |       |
| 30. September | Leopold Auerbach                    | deutscher Anatom und Pathologe                                                                     | 69    |       |
| 30. September | Manuel Baquedano                    | chilenischer General                                                                               | 74    |       |
| 30. September | Charles Ami de Chapeaurouge         | deutscher Politiker, MdHB, Senator und Kaufmann                                                    | 67    |       |
| 30. September | Frédéric Godefroy                   | französischer Philologe, Lexikograph und Journalist                                                | 71    |       |
| 30. September | Viktor von Gramich                  | bayerischer Generalleutnant                                                                        | 68    |       |
| 30. September | Therese von Lisieux                 | französische Karmelitin, Heilige, Jungfrau                                                         | 24    |       |

## Oktober
| Tag         | Name                                      | Beruf, bekannt als | Alter | Beleg |
| ----------- | ----------------------------------------- | --- | ----- | ----- |
| 1. Oktober  | Albrecht Erhardt                          | Eisenhütteningenieur und Oberbergrat | 78    |       |
| 1. Oktober  | Franz Löblich                             | österreichischer Unternehmer und Politiker, Landtagsabgeordneter                                                                                     | 69    |       |
| 2. Oktober  | Edward Maitland                           | englischer Autor und Theosoph | 72    |       |
| 3. Oktober  | Hamilton Prioleau Bee                     | Politiker und General der Konföderierten Staaten im Amerikanischen Bürgerkrieg                                                                       | 75    |       |
| 3. Oktober  | Rudolf Brunnengräber                      | deutscher Fabrikant und Politiker (NLP), MdR | 60    |       |
| 3. Oktober  | Felipe Lacueva                            | uruguayischer Politiker |       |       |
| 3. Oktober  | Samuel James Renwick McMillan             | US-amerikanischer Jurist und Politiker | 71    |       |
| 3. Oktober  | John W. Menzies                           | US-amerikanischer Politiker | 78    |       |
| 3. Oktober  | Louis Soullier                            | Generaloberer der Oblaten der Makellosen Jungfrau Maria                                                                                              | 71    |       |
| 4. Oktober  | Luigi Puecher Passavalli                  | Trientiner Kapuziner und Erzbischof | 76    |       |
| 4. Oktober  | Charles Smart Roy                         | britischer Pathologe | 43    |       |
| 5. Oktober  | John Gilbert                              | britischer Maler und Aquarellist | 80    |       |
| 5. Oktober  | Adolph Ditlev Jørgensen                   | dänischer Historiker | 57    |       |
| 5. Oktober  | Émile-Alexandre Taskin                    | französischer Opernsänger | 44    |       |
| 6. Oktober  | Ernst Julius Meier                        | deutscher evangelischer Theologe | 69    |       |
| 6. Oktober  | William Thompson                          | US-amerikanischer Politiker | 83    |       |
| 7. Oktober  | Lemuel Amerman                            | US-amerikanischer Politiker | 50    |       |
| 8. Oktober  | John R. McPherson                         | US-amerikanischer Politiker | 64    |       |
| 8. Oktober  | Martin Plüddemann                         | deutscher Komponist und Musikpädagoge | 43    |       |
| 8. Oktober  | Alexei Kondratjewitsch Sawrassow          | russischer Landschaftsmaler | 67    |       |
| 9. Oktober  | Karl Goldberg                             | österreichischer Politiker und Fabrikant | 61    |       |
| 9. Oktober  | Karl Grillenberger                        | deutscher Arbeiterführer und Politiker (SPD), MdR | 49    |       |
| 9. Oktober  | Jan Heemskerk                             | niederländischer Rechtsanwalt, Richter und Politiker (Ministerpräsident)                                                                             | 79    |       |
| 9. Oktober  | George Mortimer Pullman                   | US-amerikanischer Unternehmer und Erfinder | 66    |       |
| 9. Oktober  | James Bain White                          | US-amerikanischer Politiker | 62    |       |
| 11. Oktober | Léon Boëllmann                            | französischer Organist und Komponist | 35    |       |
| 11. Oktober | Bernhard von Holleben genannt von Normann | sächsischer General der Infanterie | 73    |       |
| 11. Oktober | Charles W. Jones                          | US-amerikanischer Politiker (Demokratische Partei)                                                                                                   | 62    |       |
| 11. Oktober | Alfred von Larisch                        | deutscher Verwaltungsbeamter und Staatsmann | 77    |       |
| 12. Oktober | Friedrich Rittinger                       | Herausgeber | 63    |       |
| 13. Oktober | Rudolf Heidenhain                         | deutscher Physiologe | 63    |       |
| 13. Oktober | Thomas J. Robertson                       | US-amerikanischer Politiker | 74    |       |
| 13. Oktober | Emil Rothpletz                            | Schweizer Jurist, Offizier und Politiker | 73    |       |
| 14. Oktober | César Sauvan Jaurú                        | brasilianischer Diplomat |       |       |
| 14. Oktober | Peter le Page Renouf                      | britischer Ägyptologe | 75    |       |
| 15. Oktober | Ernst Mantius                             | Bürgermeister von Bergedorf | 59    |       |
| 15. Oktober | Auguste Möder                             | deutsche Lehrerin und Schriftstellerin | 67    |       |
| 17. Oktober | Isidor Dannström                          | schwedischer Komponist | 84    |       |
| 17. Oktober | Paul Güterbock                            | deutscher Mediziner und Hochschullehrer | 53    |       |
| 17. Oktober | Algernon Sidney Paddock                   | US-amerikanischer Politiker | 66    |       |
| 17. Oktober | Nikolai Gawrilowitsch Slawjanow           | russischer Erfinder | 43    |       |
| 17. Oktober | Franz Xaver von Wegele                    | deutscher Historiker und Mitredakteur der Allgemeinen Deutschen Biographie                                                                           | 73    |       |
| 18. Oktober | Augustin Palme                            | böhmischer Historienmaler, der in München wirkte | 88    |       |
| 18. Oktober | Otto Volger                               | deutscher Naturwissenschaftler, Geologe, Mineraloge und Politiker                                                                                    | 75    |       |
| 19. Oktober | Berthold Englisch                         | österreichischer Schachmeister | 46    |       |
| 19. Oktober | Julius Gös                                | deutscher Kommunalpolitiker, Oberbürgermeister von Tübingen                                                                                          | 67    |       |
| 19. Oktober | Friedrich Hermann Lütkemüller             | deutscher Orgelbauer | 82    |       |
| 19. Oktober | Anton Müller                              | österreichischer Genre-, Bildnis- und Stilllebenmaler                                                                                                | 44    |       |
| 19. Oktober | Wilhelm Rocco                             | deutscher Schauspieler und Autor | 78    |       |
| 21. Oktober | Ludwig Zietkiewicz                        | polnisch-deutscher Geistlicher und Politiker, MdR | 66    |       |
| 22. Oktober | Justin Winsor                             | US-amerikanischer Historiker, Schriftsteller und Bibliothekar                                                                                        | 66    |       |
| 23. Oktober | Agnes von Anhalt-Dessau                   | Herzogin von Sachsen-Altenburg | 73    |       |
| 23. Oktober | Ludwig Andreas Buchner                    | deutscher Arzt und Pharmakologe | 84    |       |
| 23. Oktober | Jessie Catherine Couvreur                 | australische Schriftstellerin | 48    |       |
| 23. Oktober | Gustav von Keller                         | preußischer Beamter und Politiker | 92    |       |
| 24. Oktober | Francis Turner Palgrave                   | britischer Dichter und Literaturkritiker | 73    |       |
| 24. Oktober | Eduard von Stocken                        | preußischer Generalleutnant | 72    |       |
| 25. Oktober | Franz Hofmann                             | österreichischer Rechtswissenschaftler und Hochschullehrer                                                                                           | 52    |       |
| 25. Oktober | Calvin T. Hulburd                         | US-amerikanischer Jurist und Politiker | 88    |       |
| 26. Oktober | Thomas G. Alvord                          | US-amerikanischer Rechtsanwalt, Händler und Politiker                                                                                                | 86    |       |
| 26. Oktober | Ulrich von Bismarck                       | preußischer Generalmajor | 53    |       |
| 27. Oktober | Mary Adelaide von Cambridge               | Prinzessin von Großbritannien, Irland und Hannover; durch Heirat Herzogin von Teck                                                                   | 63    |       |
| 28. Oktober | Eberhard Becker                           | deutscher evangelisch-lutherischer Geistlicher | 74    |       |
| 28. Oktober | Peter Imandt                              | deutscher Revolutionär | 74    |       |
| 28. Oktober | Hercules Robinson, 1. Baron Rosmead       | Vizegouverneur der britischen Kolonien Saint Christopher, sowie Gouverneur von Hongkong, Ceylon, New South Wales, Fidschi, Neuseeland und Kapkolonie | 72    |       |
| 29. Oktober | Henry George                              | US-amerikanischer politischer Ökonom | 58    |       |
| 29. Oktober | Kuno von der Goltz                        | preußischer General der Infanterie | 80    |       |
| 30. Oktober | Arnold Nüscheler                          | schweizerischer Historiker, Beamter und Politiker | 86    |       |
| 31. Oktober | Giovanni Battista Cavalcaselle            | italienischer Maler Kunstschriftsteller | 78    |       |
| Oktober     | Salomon August Andrée                     | schwedischer Ingenieur und Polarforscher |       |       |
| Oktober     | Louis Degen                               | deutscher Eisenbahnunternehmer |       |       |
| Oktober     | Knut Frænkel                              | schwedischer Ingenieur und Entdeckungsreisender | 27    |       |
| Oktober     | Nils Strindberg                           | schwedischer Wissenschaftler und Fotograf, Polarforscher                                                                                             | 25    |       |

## November
| Tag          | Name                                    | Beruf, bekannt als                                                                               | Alter | Beleg |
| ------------ | --------------------------------------- | ------------------------------------------------------------------------------------------------ | ----- | ----- |
| 1. November  | Peter Bellinger Brodie                  | britischer Paläontologe, Botaniker und Geistlicher                                               |       |       |
| 1. November  | Adolf von Bülow                         | preußischer Offizier, zuletzt Generalmajor                                                       | 47    |       |
| 1. November  | John Rouse Merriott Chard               | britischer Offizier und Kommandeur der britischen Truppen bei Rorke’s Drift                      | 49    |       |
| 1. November  | Ulrike Henschke                         | deutsche Schriftstellerin, Frauenrechtlerin und Fachschulgründerin                               | 66    |       |
| 1. November  | Franz Xaver Nies                        | Steyler Missionar                                                                                | 38    |       |
| 1. November  | Leonhard Sohncke                        | deutscher Hochschullehrer, Professor für Physik                                                  | 55    |       |
| 1. November  | Friedrich Stohmann                      | deutscher Agrikulturchemiker                                                                     | 65    |       |
| 2. November  | Rutherford Alcock                       | britischer Arzt und Diplomat                                                                     |       |       |
| 2. November  | Ernst Christian Julius Schering         | deutscher Mathematiker                                                                           | 64    |       |
| 3. November  | Thomas Lanier Clingman                  | US-amerikanischer Politiker und General der Konföderierten Staaten im Amerikanischen Bürgerkrieg | 85    |       |
| 4. November  | Franz Sales Hebting                     | deutscher Verwaltungsbeamter                                                                     | 71    |       |
| 4. November  | Augustin Bogislaus Weltzel              | katholischer Priester, Historiker Oberschlesiens                                                 | 80    |       |
| 4. November  | Carl August Wulff                       | deutscher Kaufmann                                                                               | 89    |       |
| 5. November  | Christian Wilhelm Blomstrand            | schwedischer Chemiker                                                                            | 71    |       |
| 5. November  | Nikolai Kleinenberg                     | deutschbaltischer Zoologe                                                                        | 55    |       |
| 5. November  | Albert Miller von Hauenfels             | österreichischer Montanist                                                                       | 79    |       |
| 5. November  | James Ponder                            | US-amerikanischer Politiker                                                                      | 78    |       |
| 6. November  | Heinrich Bosshard                       | Schweizer Unternehmer und Politiker                                                              | 71    |       |
| 6. November  | Alexander C. Davidson                   | US-amerikanischer Plantagenbesitzer und Politiker                                                | 70    |       |
| 6. November  | Edouard Deldevez                        | französischer Komponist, Violinist und Dirigent                                                  | 80    |       |
| 7. November  | Thomas Jeffery Parker                   | britischer Zoologe                                                                               | 47    |       |
| 7. November  | Heinrich Wiener                         | deutscher Reichsgerichtsrat und Reichsoberhandelsgerichtsrat                                     | 63    |       |
| 8. November  | Nathan Fellows Dixon                    | US-amerikanischer Politiker (Republikanische Partei)                                             | 50    |       |
| 8. November  | Hans von Schachtmeyer                   | preußischer Offizier, zuletzt General der Infanterie                                             | 81    |       |
| 12. November | Abel-Anastase Germain                   | Bischof von Coutances                                                                            | 64    |       |
| 12. November | Victor Hüter                            | deutscher Arzt für Geburtshilfe und Hochschullehrer in Marburg                                   | 65    |       |
| 12. November | Eugen von Selchow                       | deutscher Verwaltungsbeamter, Parlamentarier und Rittergutsbesitzer                              | 69    |       |
| 12. November | Johann Straubenmüller                   | deutscher Lehrer und politischer Autor                                                           | 83    |       |
| 13. November | Lea Ahlborn                             | schwedische Künstlerin                                                                           | 71    |       |
| 13. November | Gustav Hofmann                          | Landtagsabgeordneter Großherzogtum Hessen                                                        | 70    |       |
| 13. November | Carlos Otto                             | deutscher Chemiker                                                                               | 59    |       |
| 14. November | Harrison Allen                          | US-amerikanischer Mediziner und Anatom                                                           | 56    |       |
| 14. November | Giuseppina Strepponi                    | italienische Sopranistin                                                                         | 82    |       |
| 15. November | Alfred Kennerley                        | australischer Politiker, Premierminister von Tasmanien                                           | 86    |       |
| 15. November | John Mercer Langston                    | US-amerikanischer Bürgerrechtler, Jurist und Politiker                                           | 67    |       |
| 16. November | Wilhelm Heinrich Riehl                  | deutscher Journalist, Novellist und Kulturhistoriker                                             | 74    |       |
| 16. November | Otto von Vacano                         | deutscher Jurist                                                                                 | 70    |       |
| 17. November | Augustin Kupka                          | österreichischer Rechtsanwalt und christlichsozialer Politiker                                   | 53    |       |
| 17. November | August Zinn                             | deutscher Mediziner und Politiker (DFP), MdR                                                     | 72    |       |
| 19. November | Martin von Wegnern                      | fürstlich schaumburg-lippischer Staatsminister                                                   | 42    |       |
| 20. November | Alois Dirnberger                        | deutscher Maler                                                                                  | 73    |       |
| 20. November | Ernest Giles                            | australischer Forscher                                                                           | 62    |       |
| 20. November | Sergei Semjonowitsch Urussow            | russischer Schachspieler                                                                         | 70    |       |
| 22. November | Wilhelm Friedrich von Drescher          | württembergischer Oberamtmann                                                                    | 77    |       |
| 22. November | Oscar Fraas                             | deutscher Pfarrer, Naturforscher und Geologe                                                     | 73    |       |
| 22. November | Nicolaus von Prittwitz                  | russischer Generalmajor à la suite                                                               | 62    |       |
| 23. November | Agénor Bardoux                          | französischer Staatsmann                                                                         | 68    |       |
| 23. November | Émile Nouguier                          | französischer Bauingenieur                                                                       | 57    |       |
| 24. November | Gisbert von Romberg II.                 | westfälischer Adliger                                                                            | 58    |       |
| 24. November | Antonius von Thoma                      | deutscher Geistlicher, römisch-katholischer Erzbischof des Erzbistums München-Freising           | 68    |       |
| 25. November | Wilhelm Joest                           | deutscher Ethnograf und Weltreisender                                                            | 45    |       |
| 25. November | Hermann Plathner                        | deutscher Baumeister                                                                             | 78    |       |
| 25. November | Alfred von Sallet                       | deutscher Historiker und Numismatiker                                                            | 55    |       |
| 26. November | Arnold Wilhelm Hardt                    | deutscher Unternehmer und Handelskammerpräsident                                                 | 54    |       |
| 26. November | Ellen Nussey                            | englisch-britische Briefautorin und -sammlerin                                                   | 80    |       |
| 26. November | Bernhard Pollini                        | deutscher Intendant und Opernprinzipal                                                           | 58    |       |
| 27. November | Johannes Backhaus                       | deutscher Pädagoge und Schulinspektor                                                            | 71    |       |
| 27. November | James Bateman                           | britischer Botaniker                                                                             | 86    |       |
| 27. November | Nikolaus Geiger                         | deutscher Maler und Bildhauer                                                                    | 47    |       |
| 28. November | Sebastiano De Albertis                  | italienischer Maler                                                                              | 69    |       |
| 28. November | Léonard-Léopold Forgemol de Bostquénard | französischer General                                                                            | 76    |       |
| 29. November | Ludwig Bareiß                           | württembergischer Landtagsabgeordneter                                                           | 75    |       |
| 29. November | Raphael Slidell von Erlanger            | deutscher Zoologe                                                                                | 32    |       |
| 29. November | Constantin von Höfler                   | deutscher Historiker                                                                             | 86    |       |
| 29. November | James Legge                             | britischer Sinologe und Übersetzer                                                               | 81    |       |
| 29. November | Mitsukuri Rinshō                        | japanischer Jurist und Politiker                                                                 | 51    |       |
| 29. November | Félix Pissarro                          | französischer Maler, Radierer und Karikaturist                                                   | 23    |       |
| 29. November | Franz von Schneider                     | österreichischer Chemiker und Mediziner                                                          | 85    |       |
| 29. November | Albrecht Schrauf                        | österreichischer Mineraloge und Hochschullehrer                                                  | 59    |       |
| 29. November | Reinhold Succo                          | deutscher Organist, Kantor und Komponist                                                         | 60    |       |
| 29. November | Ephraim Milton Woomer                   | US-amerikanischer Politiker                                                                      | 53    |       |
| 30. November | Heinrich Marquardsen                    | deutscher Rechtswissenschaftler und Politiker (Nationalliberal), MdR                             | 71    |       |
| 30. November | Carl Richard Unger                      | norwegischer Philologe und Quelleneditor                                                         | 80    |       |
| November     | Alfred Goldenberg                       | deutscher Fabrikant und Politiker, MdR                                                           | 66    |       |

## Dezember
| Tag          | Name                                      | Beruf, bekannt als                                                                                           | Alter | Beleg |
| ------------ | ----------------------------------------- | --- | ----- | ----- |
| 1. Dezember  | Gustav Kautz                              | deutscher Jurist in der Kommunalverwaltung                                                                   |       |       |
| 2. Dezember  | Karel Tieftrunk                           | tschechischer Autor                                                                                          | 68    |       |
| 2. Dezember  | Josef Weisse                              | deutsch-mährischer Rabbiner und Übersetzer                                                                   | 85    |       |
| 3. Dezember  | Karl ten Brink                            | deutscher Ingenieur, Unternehmer und Erfinder                                                                | 70    |       |
| 3. Dezember  | Friedrich August Theodor Winnecke         | deutscher Astronom                                                                                           | 62    |       |
| 3. Dezember  | Josef Zapletal                            | österreichischer Geistlicher, Autor und Journalist                                                           | 58    |       |
| 3. Dezember  | Max von Zeppelin                          | deutscher Zoologe und Forschungsreisender                                                                    | 41    |       |
| 4. Dezember  | Arnold Otto Aepli                         | Schweizer Politiker                                                                                          | 81    |       |
| 4. Dezember  | Fritz Birkmeyer                           | deutscher Zeichner, Maler und Glasmaler                                                                      | 49    |       |
| 4. Dezember  | Adolf Neuendorff                          | deutsch-amerikanischer Komponist, Violinist, Pianist, Dirigent, Regisseur und Theaterintendant               | 54    |       |
| 4. Dezember  | Eugen Zintgraff                           | deutscher Afrikaforscher und Kolonialpropagandist                                                            | 39    |       |
| 5. Dezember  | James S. Cothran                          | US-amerikanischer Politiker                                                                                  | 67    |       |
| 5. Dezember  | Maximilian Daublebsky von Sterneck        | österreichischer Admiral                                                                                     | 68    |       |
| 5. Dezember  | Baum Hambrook                             | deutscher Reichsgerichtsrat und Reichsoberhandelsgerichtsrat                                                 | 79    |       |
| 5. Dezember  | Gustav Kaupert                            | deutscher Bildhauer                                                                                          | 78    |       |
| 6. Dezember  | Nikolai Michailowitsch Albow              | russischer Botaniker                                                                                         | 31    |       |
| 6. Dezember  | Oscar Bardi de Fourtou                    | französischer Politiker                                                                                      | 61    |       |
| 6. Dezember  | Eugen von Regenauer                       | badischer Fiskaljurist                                                                                       | 73    |       |
| 6. Dezember  | Antoine de Riedmatten                     | Schweizer Politiker                                                                                          | 86    |       |
| 7. Dezember  | Wilhelm Good                              | Schweizer Unternehmer und Politiker                                                                          | 67    |       |
| 7. Dezember  | Heinrich von Helldorff                    | großherzoglich-sächsischer Kammerherr in Weimar                                                              | 65    |       |
| 9. Dezember  | Hans von Bülow                            | preußischer General der Artillerie                                                                           | 81    |       |
| 9. Dezember  | George Julian Harney                      | britischer Politiker                                                                                         | 80    |       |
| 9. Dezember  | Christian Friedrich Mentel                | deutscher Schneider, aktiv im Bund der Gerechten                                                             | 75    |       |
| 10. Dezember | Charles L. Fleischmann                    | österreichischer Industrieller                                                                               | 62    |       |
| 10. Dezember | Alfred Hartmann                           | Schweizer Schriftsteller                                                                                     | 83    |       |
| 11. Dezember | Gardiner Greene Hubbard                   | US-amerikanischer Rechtsanwalt und Unternehmer                                                               | 75    |       |
| 11. Dezember | John Loughborough Pearson                 | englischer Architekt                                                                                         | 80    |       |
| 12. Dezember | Gustav Julius Buschick                    | sächsischer Münzmeister                                                                                      | 82    |       |
| 12. Dezember | Emil Hahn                                 | deutscher Theaterschauspieler, -regisseur, -leiter und -intendant                                            | 65    |       |
| 12. Dezember | Adolf Hartmann                            | deutscher Jurist, Geheimer Legationsrat und Hochschullehrer                                                  | 73    |       |
| 12. Dezember | Jaroměr Hendrich Imiš                     | sorbischer Geistlicher                                                                                       | 77    |       |
| 12. Dezember | Rudolf Pannier                            | Richter, Reichstagsabgeordneter                                                                              | 76    |       |
| 12. Dezember | Engelbert Röntgen                         | deutsch-niederländischer Komponist, Geiger und Musikpädagoge                                                 | 68    |       |
| 12. Dezember | Hieronymus Roth                           | böhmisch-österreichischer Politiker                                                                          | 71    |       |
| 13. Dezember | Francesco Brioschi                        | italienischer Mathematiker                                                                                   | 72    |       |
| 13. Dezember | Paul von Steinau-Steinrück                | deutscher Oberregierungsrat und Politiker, MdR                                                               | 47    |       |
| 14. Dezember | Jürgen von Kleist-Retzow                  | deutscher Rittergutsbesitzer und Landrat                                                                     | 43    |       |
| 14. Dezember | William Edward Maxwell                    | britischer Hochkommissar von British Malaya, Gouverneur der Straits Settlements und Gouverneur der Goldküste | 51    |       |
| 15. Dezember | Lynedoch Gardiner                         | General der britischen Armee                                                                                 | 77    |       |
| 15. Dezember | Ludwig Munzinger                          | deutscher Verwaltungs- und Ministerialbeamter                                                                | 48    |       |
| 15. Dezember | Adolf Senfft von Pilsach                  | sächsischer General der Kavallerie                                                                           | 81    |       |
| 15. Dezember | Albert Zimmeter                           | österreichischer Botaniker                                                                                   | 49    |       |
| 16. Dezember | Alphonse Daudet                           | französischer Schriftsteller                                                                                 | 57    |       |
| 16. Dezember | Iwan Iwanowitsch Rachmaninow              | russisch-ukrainischer Mathematiker und Universitätsrektor                                                    | 71    |       |
| 16. Dezember | Hermann von Riewel                        | deutsch-österreichischer Architekt                                                                           | 65    |       |
| 16. Dezember | Anton von Ruthner                         | österreichischer Alpinpionier, Alpenforscher und Alpinschriftsteller                                         | 80    |       |
| 16. Dezember | Theodor Reinhold Schütze                  | deutsch-österreichischer Rechtswissenschaftler                                                               | 70    |       |
| 17. Dezember | Carl Svante Hallbeck                      | schwedischer Illustrator und Maler                                                                           | 71    |       |
| 17. Dezember | Adeline Jaeger                            | deutsche Porträt-, Landschafts- und Stilllebenmalerin der Düsseldorfer Schule                                | 88    |       |
| 17. Dezember | Alexander Stepanowitsch Kaminski          | russischer Architekt                                                                                         | 68    |       |
| 17. Dezember | Fritz Peters                              | deutscher Landwirt und Fachautor                                                                             | 78    |       |
| 18. Dezember | Samuel Almond Miller                      | US-amerikanischer Paläontologe                                                                               |       |       |
| 18. Dezember | Choppy Warburton                          | englischer Radrennfahrer, Trainer und Manager                                                                | 52    |       |
| 19. Dezember | Jacobus Isaac Doedes                      | niederländischer reformierter Theologe                                                                       | 80    |       |
| 19. Dezember | Stanislas de Guaita                       | französischer Dichter, Okkultist, Kabbalist und Magier                                                       | 36    |       |
| 20. Dezember | Charles Daniels                           | US-amerikanischer Politiker                                                                                  | 72    |       |
| 20. Dezember | Arthur von Wolffersdorff                  | preußischer Generalmajor                                                                                     | 74    |       |
| 21. Dezember | Heinrich August Dietrich                  | deutsch-baltischer Gartenarchitekt und Mykologe                                                              | 77    |       |
| 22. Dezember | Georg Bernhard Simson                     | preußischer Jurist und Politiker                                                                             |       |       |
| 23. Dezember | Cornelius Hendricksen Kortright           | britischer Gouverneur in den britischen Kolonien                                                             |       |       |
| 23. Dezember | John Patton                               | US-amerikanischer Politiker                                                                                  | 74    |       |
| 24. Dezember | Gion Antoni Bühler                        | bündnerromanischer Redaktor, Sprachpfleger, Autor und Lehrer                                                 |       |       |
| 24. Dezember | Philipp Hoffmann                          | deutscher Unternehmer und Abgeordneter                                                                       | 82    |       |
| 24. Dezember | Niklaus Lussi                             | Schweizer Politiker                                                                                          | 72    |       |
| 24. Dezember | Ferdinand Muhl                            | deutscher Landesforstmeister                                                                                 | 68    |       |
| 25. Dezember | Matthaeus Lugscheider                     | deutscher Pfarrer und Politiker (Zentrum), MdR                                                               | 73    |       |
| 25. Dezember | Hans Christopher Müller                   | färöischer Politiker und Beamter                                                                             | 79    |       |
| 27. Dezember | King Bell                                 | König des Douala-Volkes in Kamerun                                                                           |       |       |
| 27. Dezember | Johannes Müller                           | Schweizer Bauernmaler                                                                                        | 91    |       |
| 27. Dezember | Robert von Wachholtz                      | herzoglich braunschweigischer Generalleutnant, Generaladjutant von Prinz Albrecht von Preußen                | 81    |       |
| 28. Dezember | Meinardus Siderius Pols                   | niederländischer Rechtswissenschaftler                                                                       | 66    |       |
| 29. Dezember | Léon Carvalho                             | französischer Sänger und Operndirektor                                                                       | 72    |       |
| 30. Dezember | Andrea Beltrami                           | italienischer Ordensgeistlicher                                                                              | 27    |       |
| 30. Dezember | Prosper Auguste Dusserre                  | französischer Geistlicher                                                                                    | 64    |       |
| 30. Dezember | Joel Tyler Headley                        | amerikanischer Schriftsteller und Politiker                                                                  | 83    |       |
| 30. Dezember | Bernhard Möllmann                         | deutscher Politiker                                                                                          | 65    |       |
| 30. Dezember | Marcus Jacob Monrad                       | norwegischer Theologe und Philosoph                                                                          | 81    |       |
| 31. Dezember | Friedrich von Frankenberg und Ludwigsdorf | preußischer Politiker, MdR                                                                                   | 62    |       |
| 31. Dezember | David Oppenheimer                         | Bürgermeister von Vancouver                                                                                  | 63    |       |

## Datum unbekannt
| Tag | Name                               | Beruf, bekannt als                                                                            | Alter | Beleg |
| --- | ---------------------------------- | --------------------------------------------------------------------------------------------- | ----- | ----- |
|     | Dschamal ad-Din al-Afghani         | islamischer Reformer                                                                          |       |       |
|     | Gottfried Asimont                  | deutscher Eisenbahntechniker                                                                  |       |       |
|     | Karl Albert Bergmeier              | deutscher Bildhauer                                                                           |       |       |
|     | Hermann Bickell                    | deutscher Verwaltungs- und Ministerialbeamter                                                 |       |       |
|     | Augustine-Malvina Blanchecotte     | französische Lyrikerin                                                                        |       |       |
|     | Henry Nicholas Bolander            | deutsch-amerikanischer Botaniker                                                              |       |       |
|     | Carles Bosch de la Trinxeria       | katalanischer Schriftsteller                                                                  |       |       |
|     | Carl Gustav Alexander Brischke     | deutscher Entomologe                                                                          |       |       |
|     | Joseph Buck                        | deutscher Maler und Heimatforscher                                                            |       |       |
|     | Franz Bujatti                      | österreichischer Industrieller und Betreiber einer Seidenfabrik in Wien                       |       |       |
|     | John Brewer Cameron                | australischer Landvermesser und Entdecker                                                     |       |       |
|     | Charles Jules Felix de Comberousse | französischer Mathematiker                                                                    |       |       |
|     | Heinrich Ely junior                | deutscher Glasmaler                                                                           |       |       |
|     | Ludwig Ely                         | deutscher Glasmaler                                                                           |       |       |
|     | Josep Fontserè                     | spanischer Architekt des katalanischen Modernismus                                            |       |       |
|     | Robert Jones Ghartey               | Händler, Politiker der Fante-Konföderation, König von Winnebah                                |       |       |
|     | Otto Günther                       | deutscher Rechtsanwalt und Stadtrat                                                           |       |       |
|     | William Hering                     | deutscher evangelischer Pfarrer und Politiker                                                 |       |       |
|     | Theodor Hoppe                      | österreichischer Architekt                                                                    |       |       |
|     | Jang Seung-eop                     | koreanischer Maler                                                                            |       |       |
|     | Stepan Dmitrijewitsch Janowski     | russischer Arzt                                                                               |       |       |
|     | Teodor Kasap                       | Herausgeber von Satirezeitschriften                                                           |       |       |
|     | Hadschi Qadiri Koyi                | kurdischer Poet                                                                               |       |       |
|     | Matthew Carey Lea                  | US-amerikanischer Chemiker                                                                    |       |       |
|     | Charles-Louis Livet                | französischer Romanist                                                                        |       |       |
|     | Carl Hermann Lodemann              | deutscher Jurist und Landrat                                                                  |       |       |
|     | Moritz Magnus                      | deutscher Bankier                                                                             |       |       |
|     | Robert Manning                     | irischer Ingenieur, Manning-Fließformel                                                       |       |       |
|     | Robert Martin                      | Übergangsgouverneur des Oklahoma-Territoriums                                                 |       |       |
|     | Albert Oppenheimer                 | deutscher Bankier                                                                             |       |       |
|     | Gustav Queck                       | deutscher Klassischer Philologe und Gymnasialdirektor                                         |       |       |
|     | Manuel Rancés y Villanueva         | spanischer Diplomat                                                                           |       |       |
|     | Frederick Schaefer                 | deutschamerikanischer Brauer und Gründer der F. M. Schaefer Brewery                           | ≈80   |       |
|     | David von Schönherr                | österreichischer Historiker und Publizist; Leiter des Landesarchiv Innsbruck                  |       |       |
|     | Gustav Adolf Schultze              | deutscher Porträtmaler                                                                        |       |       |
|     | Antonín Smital                     | tschechischer Schriftsteller und Übersetzer                                                   |       |       |
|     | Friedrich Stolz                    | deutscher Gewerke                                                                             |       |       |
|     | Carl von Washington                | bayerisch-österreichischer Verwandter des ersten amerikanischen Präsidenten George Washington |       |       |
|     | Gustav von Wissmann                | deutscher Verwaltungsbeamter und Rittergutsbesitzer                                           |       |       |
|     | Christian Heinrich Wolfsteller     | deutscher Orgelbauer                                                                          |       |       |
|     | Zekai Dede                         | osmanisch-türkischer Komponist der klassischen Musik                                          |       |       |
|     | Charles Zidler                     | französischer Direktor des Zirkus Hippodrom, Direktor und Mitbegründer des Moulin Rouge       |       |       |